# Bourbonne-les-Bains
Pour les articles homonymes, voir Bourbonne (homonymie).
Bourbonne-les-Bains est une commune française située dans le département de la Haute-Marne, en région Grand Est.
Ville thermale connue depuis l'Antiquité, elle accueille entre mars et novembre de 5 000 à 7 000 curistes, ce qui en fait l'une des plus importantes stations de France situées au nord de la Loire. Ses eaux hyperthermales minéralisées, qui jaillissent à 66 °C, ont des vertus curatives pour les personnes atteintes d’affections rhumatismales ou de séquelles traumatiques, et également pour l'entretien des voies respiratoires.
Offrant des activités culturelles et de loisirs propres aux villes d'eaux, Bourbonne-les-Bains propose également des parcours de randonnée et de cyclotourisme. 

## Géographie

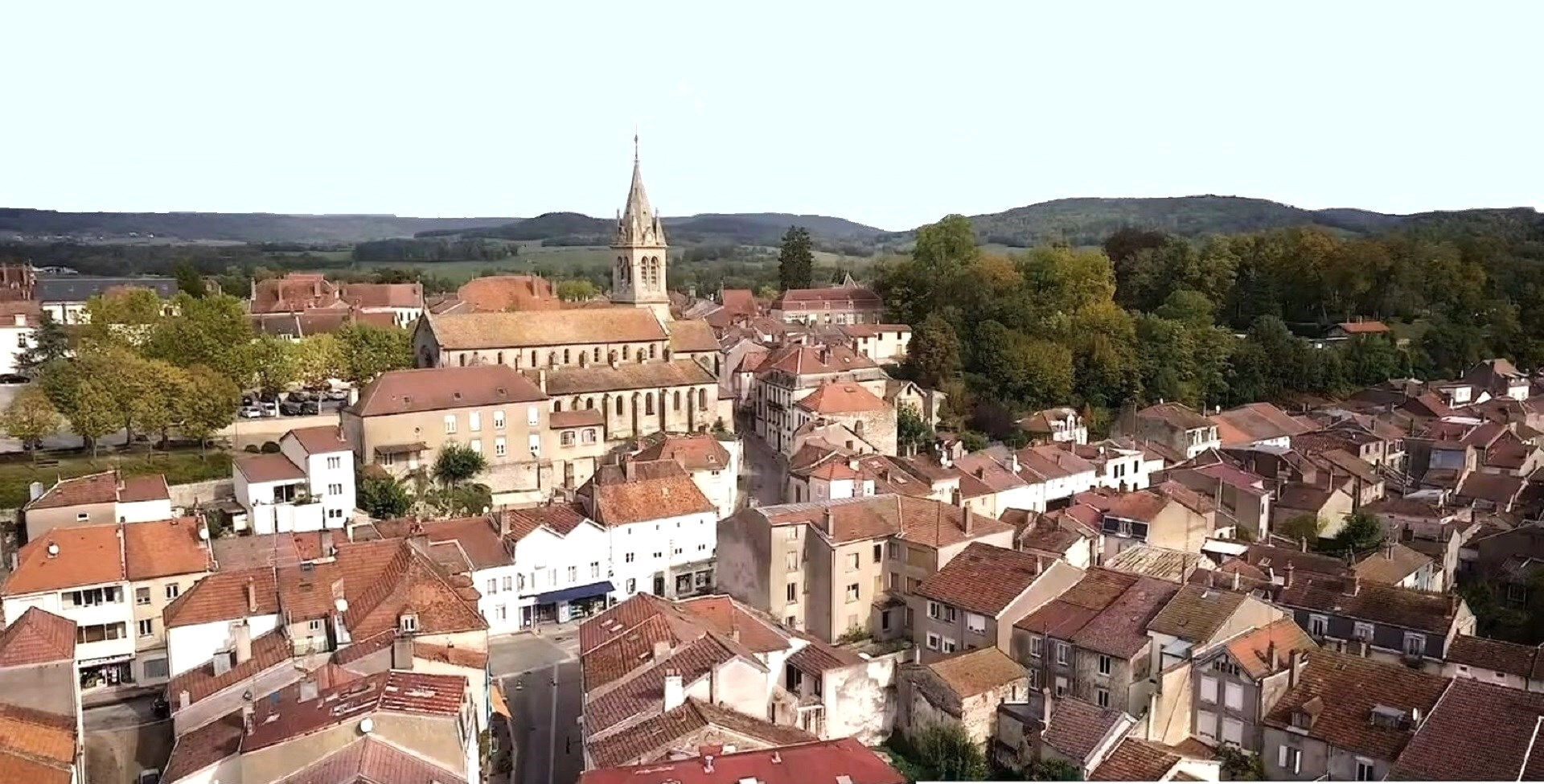
Vue générale.

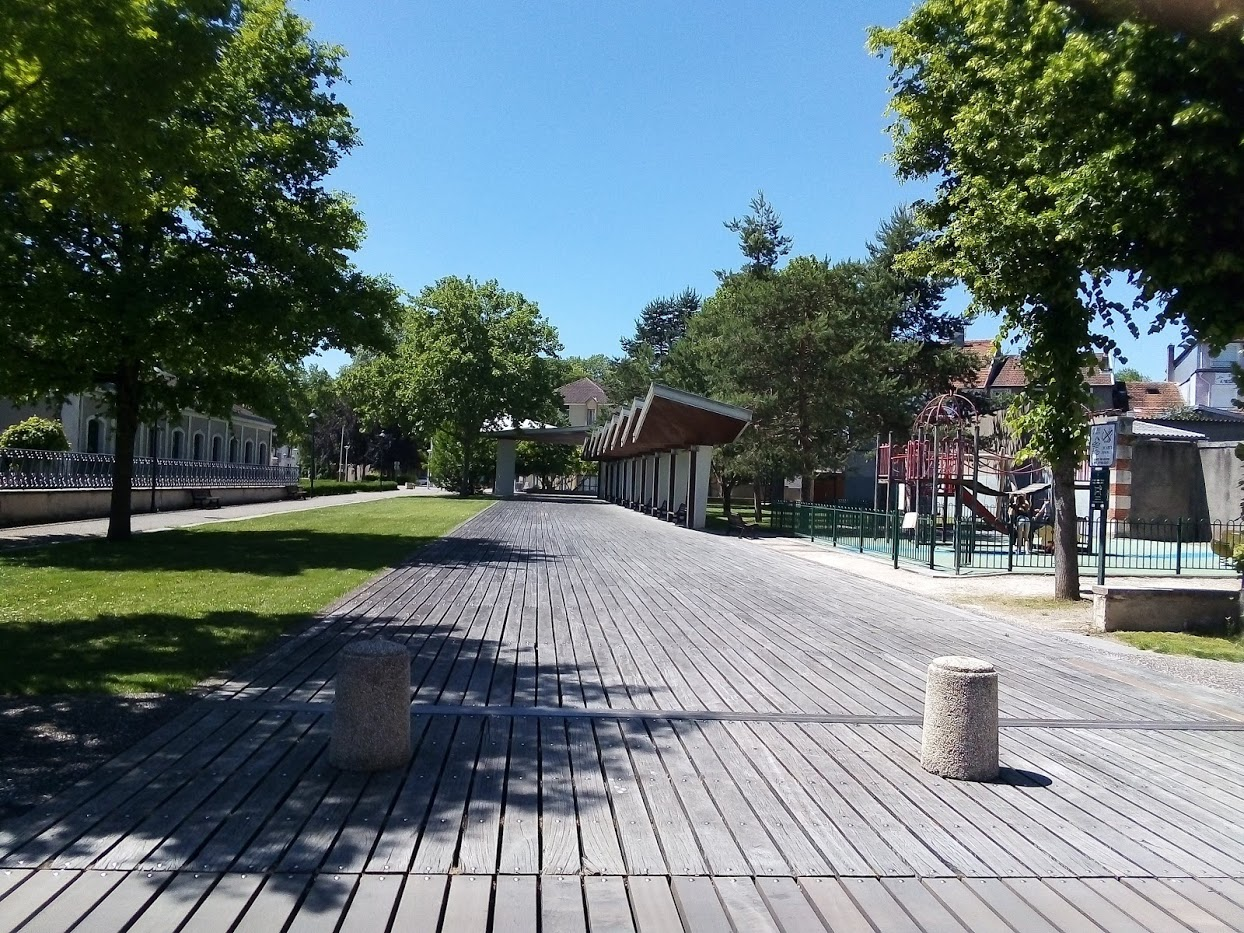
Passage du ruisseau de Borne.

Située à 325 kilomètres de Paris, Bourbonne-les-Bains est également à 100 kilomètres au nord de Dijon, 70 kilomètres à l'ouest d'Épinal et une cinquantaine de kilomètres à l'est de Chaumont.
Les villes de taille supérieure les plus proches sont Nogent, Langres et Vittel, toutes trois localisées à équidistance de la commune, à une quarantaine de kilomètres.
Positionnée au croisement de la Champagne-Ardenne, de la Lorraine et de la Franche-Comté, Bourbonne-les-Bains est l'unique station thermale de Champagne.
Il n'y a plus de trains à Bourbonne les bains.
| Le Châtelet-sur-Meuse                   | Serqueux            | Senaide Vosges     |
| Damrémont                               | Bourbonne-les-Bains | Fresnes-sur-Apance |
| Laneuvelle Coiffy-le-Bas Coiffy-le-Haut | Montcharvot Voisey  | Melay              |

### Hydrographie
La commune est dans le bassin versant de la Saône au sein du bassin Rhône-Méditerranée-Corse. Elle est drainée par l'Apance, le ru de Médet, le ruisseau de Clan, le ruisseau du Vaulis, le ru le d'Herbe, le ruisseau de Beaucharmoy, le ruisseau de Borne, le ruisseau des Grandes Fontaines, le ruisseau des Prés du Bois, le ruisseau des Vieux Prés, le ruisseau du Palfonrupt et le ruisseau Jean Paillard.
L'Apance, d'une longueur de 34 km, prend sa source dans la commune de Serqueux et se jette  dans la Saône à Châtillon-sur-Saône, après avoir traversé huit communes. Les caractéristiques hydrologiques de l'Apance [amont] sont données par la station hydrologique située sur la commune. Le débit moyen mensuel est de 0,914 m3/s. Le débit moyen journalier maximum est de 46,8 m3/s, atteint lors de la crue du 15 juillet 2021. Le débit instantané maximal est quant à lui de 75,8 m3/s, atteint le même jour.

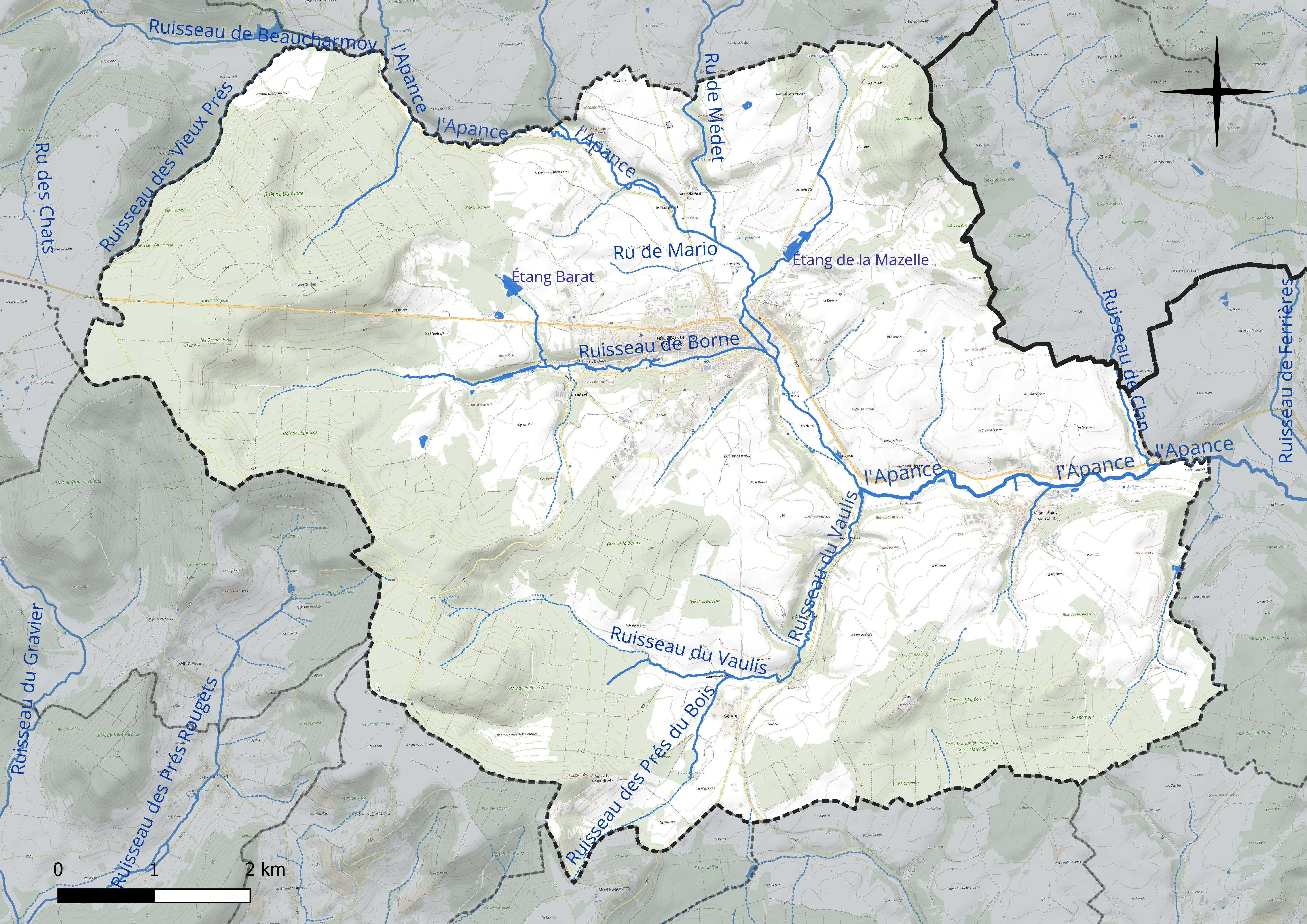
Réseau hydrographique de Bourbonne-les-Bains.

Deux plans d'eau complètent le réseau hydrographique : l'étang Barat (2,5 ha) et l'étang de la Mazelle (2,2 ha),.

### Climat
Pour des articles plus généraux, voir Climat du Grand Est et Climat de la Haute-Marne.
En 2010, le climat de la commune est de type climat des marges montargnardes, selon une étude du Centre national de la recherche scientifique s'appuyant sur une série de données couvrant la période 1971-2000. En 2020, Météo-France publie une typologie des climats de la France métropolitaine dans laquelle la commune est exposée à un climat océanique altéré et est dans la région climatique Lorraine, plateau de Langres, Morvan, caractérisée par un hiver rude (1,5 °C), des vents modérés et des brouillards fréquents en automne et hiver.
Pour la période 1971-2000, la température annuelle moyenne est de 9,9 °C, avec une amplitude thermique annuelle de 17,1 °C. Le cumul annuel moyen de précipitations est de 949 mm, avec 13 jours de précipitations en janvier et 9,3 jours en juillet. Pour la période 1991-2020, la température moyenne annuelle observée sur la station météorologique de Météo-France la plus proche, « Val-de-Meuse », sur la commune de Val-de-Meuse à 20 km à vol d'oiseau, est de 9,9 °C et le cumul annuel moyen de précipitations est de 917,4 mm. 
La température maximale relevée sur cette station est de 39,5 °C, atteinte le 25 juillet 2019 ; la température minimale est de −25 °C, atteinte le 18 janvier 1966,,.
Les paramètres climatiques de la commune ont été estimés pour le milieu du siècle (2041-2070) selon différents scénarios d'émission de gaz à effet de serre à partir des nouvelles projections climatiques de référence DRIAS-2020. Ils sont consultables sur un site dédié publié par Météo-France en novembre 2022.

## Urbanisme

### Typologie

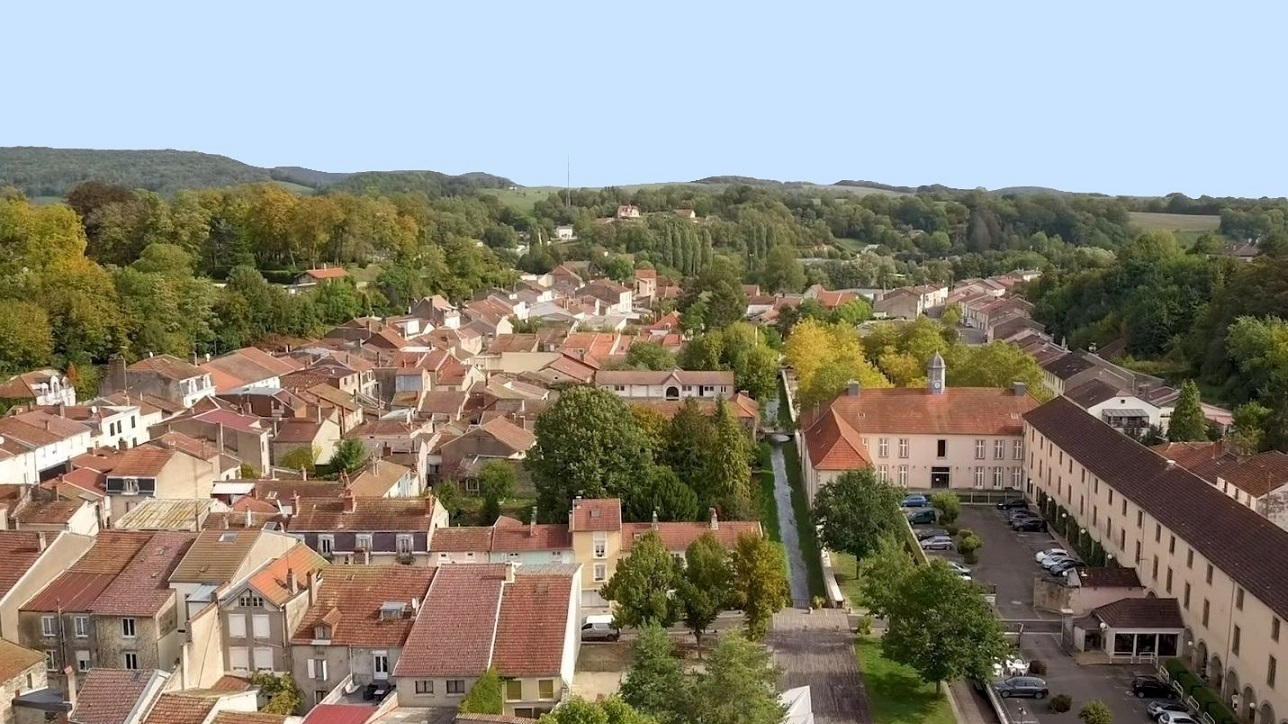
Vue d'ensemble de Bourbonne-les-Bains

Au 1er janvier 2024, Bourbonne-les-Bains est catégorisée bourg rural, selon la nouvelle grille communale de densité à sept niveaux définie par l'Insee en 2022.
Elle est située hors unité urbaine et hors attraction des villes,.

### Occupation des sols
L'occupation des sols de la commune, telle qu'elle ressort de la base de données européenne d’occupation biophysique des sols Corine Land Cover (CLC), est marquée par l'importance des territoires agricoles (53,5 % en 2018), une proportion sensiblement équivalente à celle de 1990 (53,6 %). La répartition détaillée en 2018 est la suivante : 
forêts (42,6 %), prairies (32,9 %), terres arables (15,1 %), zones agricoles hétérogènes (5,5 %), zones urbanisées (3 %), zones industrielles ou commerciales et réseaux de communication (0,4 %), espaces verts artificialisés, non agricoles (0,4 %). L'évolution de l’occupation des sols de la commune et de ses infrastructures peut être observée sur les différentes représentations cartographiques du territoire : la carte de Cassini (XVIIIe siècle), la carte d'état-major (1820-1866) et les cartes ou photos aériennes de l'IGN pour la période actuelle (1950 à aujourd'hui).

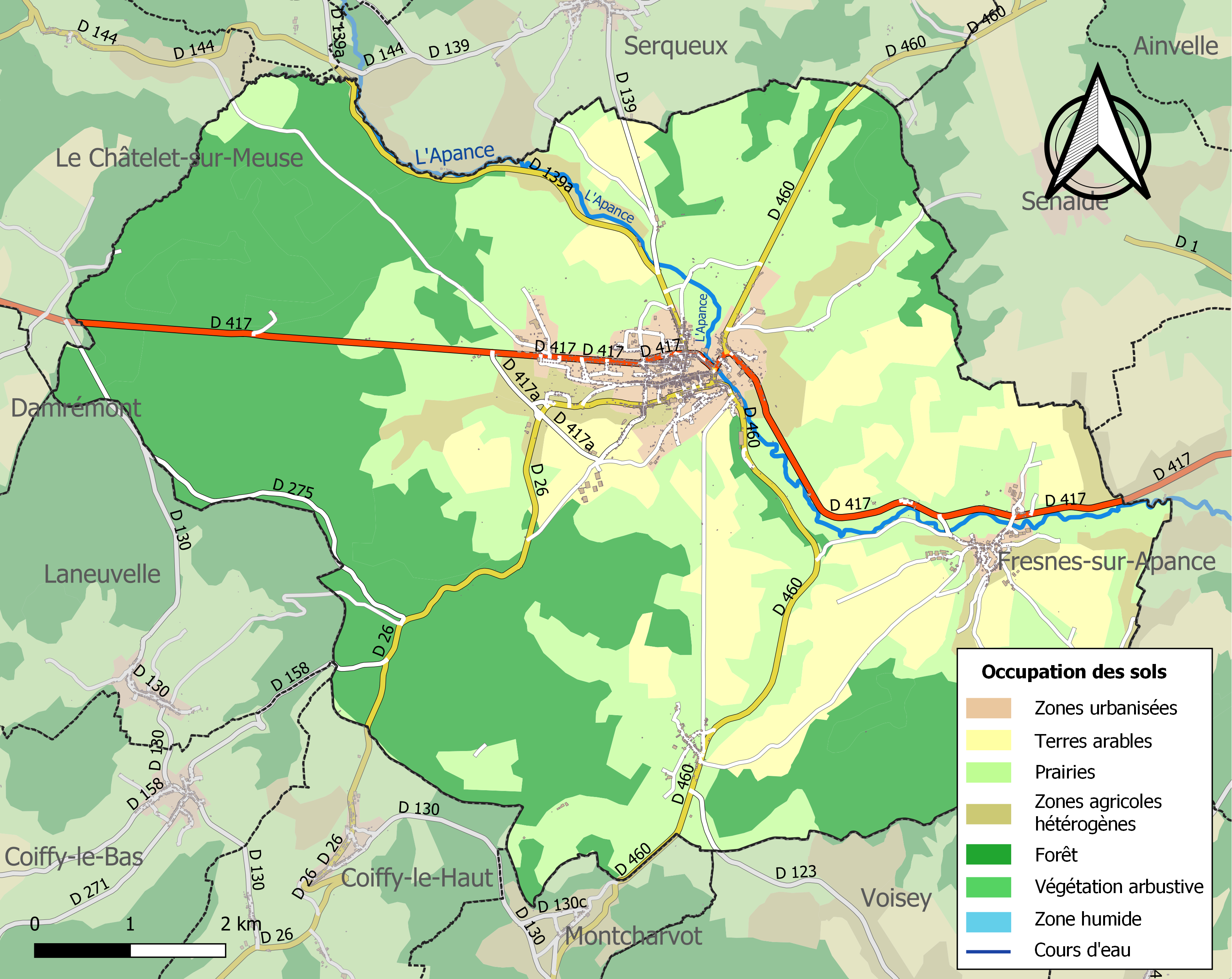
Carte des infrastructures et de l'occupation des sols de la commune en 2018 (CLC).

## Toponymie

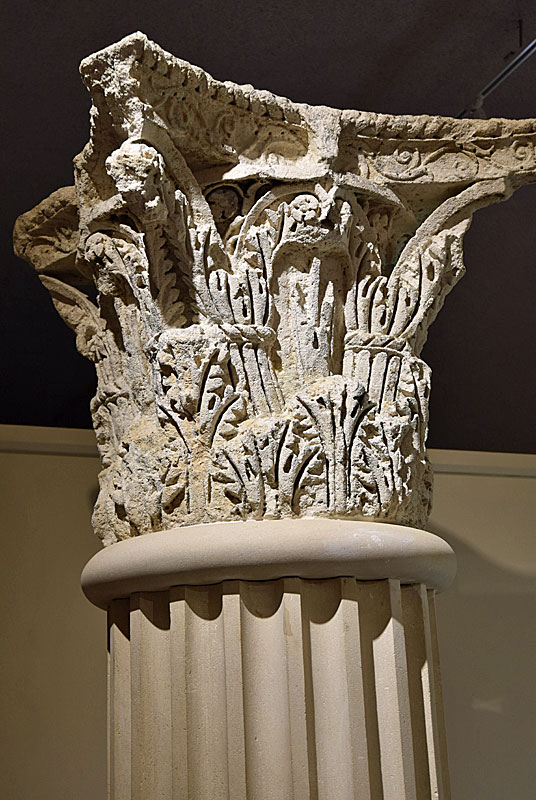
Chapiteau gallo-romain.

Le nom de la localité est attesté sous les formes Andesina ou Indesina (époque romaine) ; Inscriptions votives dédiées au dieu Apolloni Borvoni (époque romaine) ; Vernova castrum (IXe siècle) ; In pago Portinse, in villa Borbona (846) ; Burbona (vers 1105) ; Borbonia (1224) ; Borbonne (1256) ; Borbone (1257) ; Bourbonne (1464) ; Bourbonnes-les-Bains (1675) ; Bourbonne-lès-Bains (1770).

On attribue à Borvo, divinité des eaux chaudes, le nom de Bourbonne-les-Bains, issu du gaulois borua, de l'ancien français borbe/bourbe, comparable à l'occitan borba, « signifiant boue, bourbier », tous deux issus du gaulois borba/borva désignant la source bouillonnante, d'où la boue qu'elle produit, et du dieu gaulois Borvo, lié comme la déesse Damona à la source chaude dont les bienfaits étaient donc déjà connus et utilisés dans un cadre religieux.
Les Romains y construisent des thermes. Les nombreux ex-voto retrouvés à Bourbonne-les-Bains témoignent de l'importance du culte qui y était pratiqué.

## Histoire

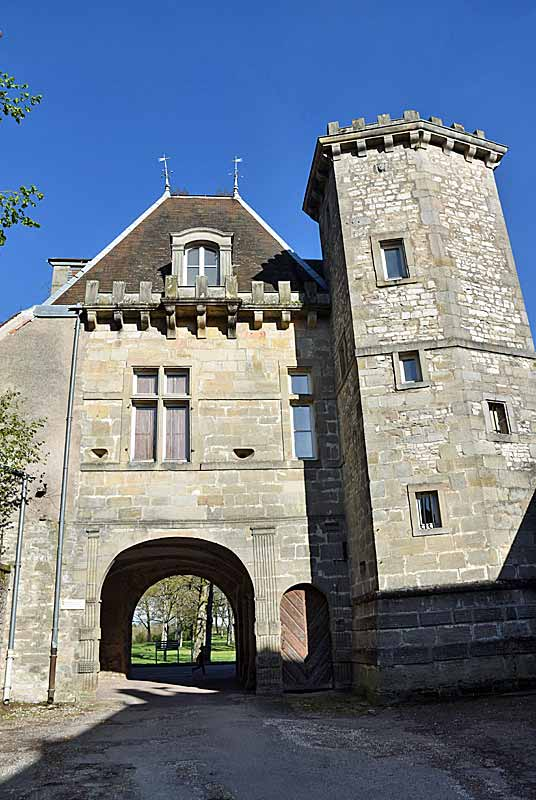
La Porte-Galon depuis l'impasse du Château.

Du XIVe au XVIIe siècle, les bains sont régulièrement cités parmi les revenus des seigneurs de Bourbonne.
Un incendie ravage la commune le 1er mai 1717, à l'exception d'une quarantaine de maisons sur le coteau des bains, mais l'ouverture en 1735 de l'hôpital militaire royal, puis la construction d'un établissement thermal avec des cabines particulières par M. de Mesme d’Avaux, Seigneur de Bourbonne, à partir de 1783, sur les plans de l'architecte Pierre-Adrien Pâris, marquent le début de la grande période du thermalisme à Bourbonne-les-Bains, qui a encore été favorisé par l'arrivée du chemin de fer à la fin du XIXe siècle.
Les travaux préliminaires à la construction des thermes modernes furent l'occasion d'observations archéologiques qui permirent d'identifier la source principale aménagée à l'époque antique, consistant en deux étuves voûtées, un bassin revêtu de plomb, ainsi qu'une vaste salle à double rangée de colonnes qui donnait accès à plusieurs piscines. Des salles chauffées par hypocauste furent également mis au jour.

### Les Templiers et les Hospitaliers
Au milieu du XIIe siècle, des Templiers, en provenance de la commanderie de La Romagne, s'installent à Genrupt, au sud de la commune, grâce à un don de Foulques de Bourbonne et de Guy de Vieux-Chatel. La maison des Templiers créée prit de l'importance et devint une commanderie à part entière au cours du XIIIe siècle.
Lors de la dévolution des biens de l'ordre du Temple la commanderie devient une commanderie hospitalière de l'ordre de Saint-Jean de Jérusalem.

### Révolution française et Empire
Bourbonne-les-Bains fut chef-lieu de district de 1790 à 1795.
Alors que les comités de surveillance sont prévus dans chaque commune par la loi du 21 mars 1793, celui de Bourbonne n'est créé que fin avril. Ses pouvoirs sont renforcés par la loi du 14 frimaire An II, qui lui attribue la surveillance de l’application des lois en concurrence avec les municipalités. Il dénonce les demandes salariales des ouvriers agricoles, jugées trop élevées, et le trafic d’effets militaires effectué par les volontaires de 1792. Il encourage les dons pour les volontaires aux armées de la République et organise la surveillance des hôpitaux militaires.

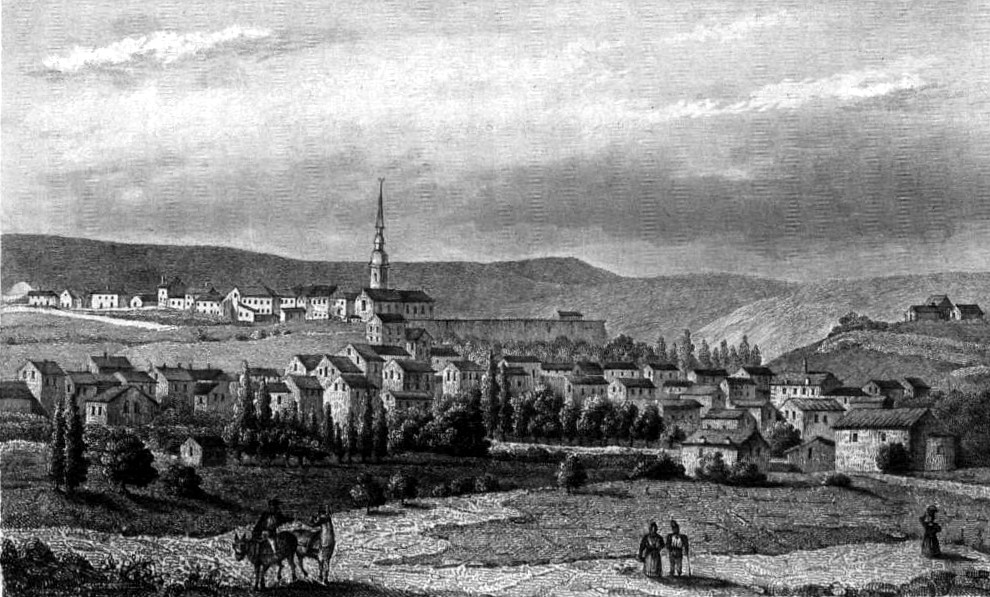
Gravure de 1838.

En 1810, l'architecte Louis-Ambroise Dubut est chargé par le gouvernement de délicats travaux d'extension des bains publics dans le style toscan.

En mettant fin au système féodal, la Révolution française remet en cause la possession des seigneurs, d'aucun estimant que les sources thermales, alors qu’elles concourent à la santé publique, devraient être remises à la nation. Mais c’est seulement en 1812 que Napoléon Ier achète pour le compte de l’État, à Madame de Chartraire, dernier seigneur possesseur en date du domaine, sous la menace d’une expropriation et invoquant l’utilité publique, les bains et sources de Bourbonne.

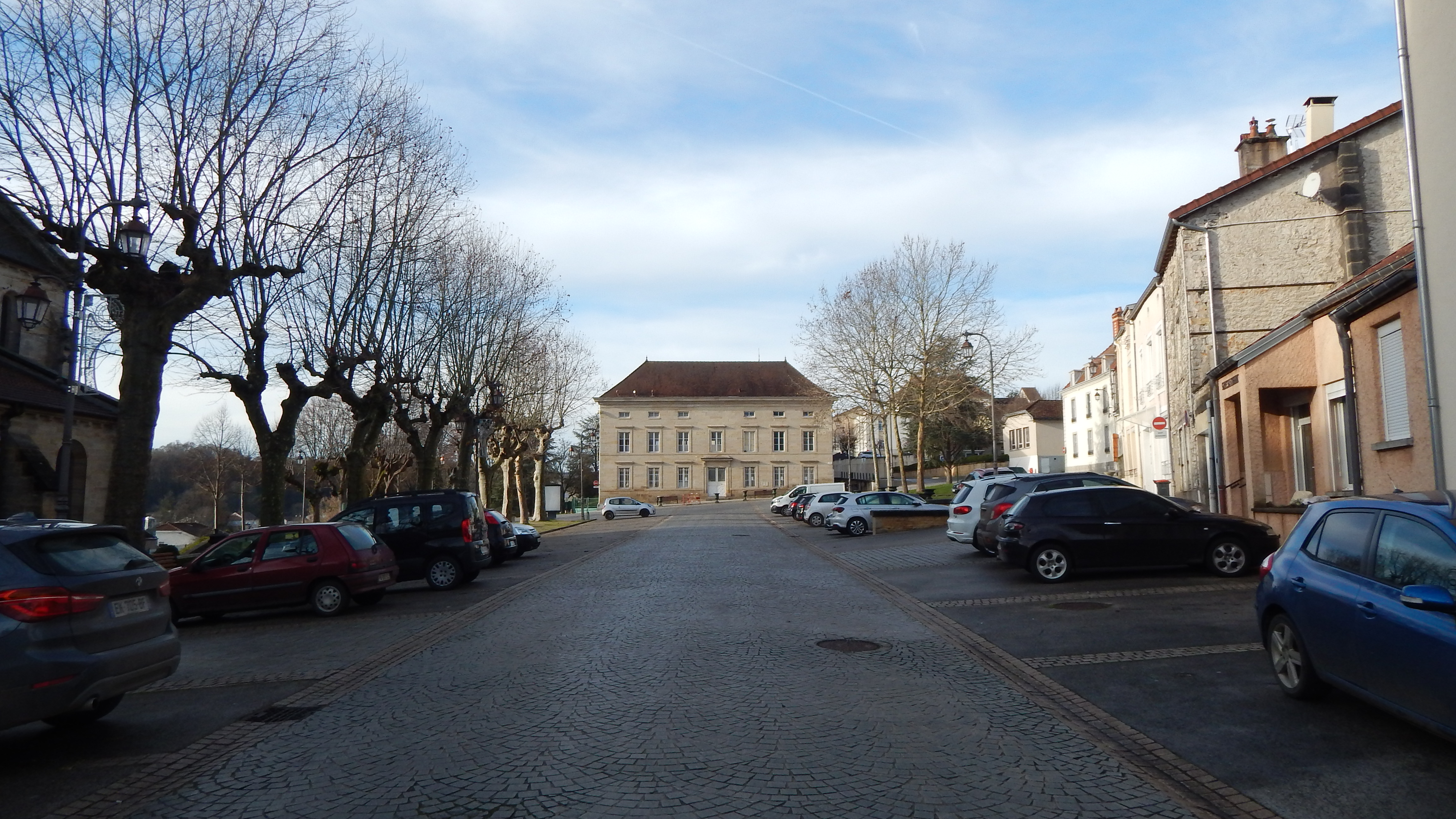
La place de Verdun.

Au-delà de ces motifs d'intérêt national, deux raisons plus personnelles auraient justifié la décision de l'empereur. La première est qu'il connaissait les vertus des eaux bourbonnaises puisque sa mère Letizia Buonaparte en avait éprouvé du bien lorsqu'elle s'y était rendue à l'époque où il était lui-même à l’école de Brienne. La seconde serait que, soucieux de la restauration de la santé de ses soldats après les combats, il aurait souhaité en envoyer à Bourbonne.
En 1834, de nouveaux travaux sont pilotés par l'architecte départemental Chaussier-Cousturier.
Napoléon III visitera Bourbonne en 1865. L’établissement thermal apparaît alors vétuste, et les sources mal captées n’ont plus un débit suffisant. De 1863 à 1874, les ingénieurs des mines Drouot et Rigaud procèdent à de nouveaux forages et captages. Les anciens thermes sont démolis et remplacé par une imposante construction exécutée de 1880 à 1883.

### Époque contemporaine

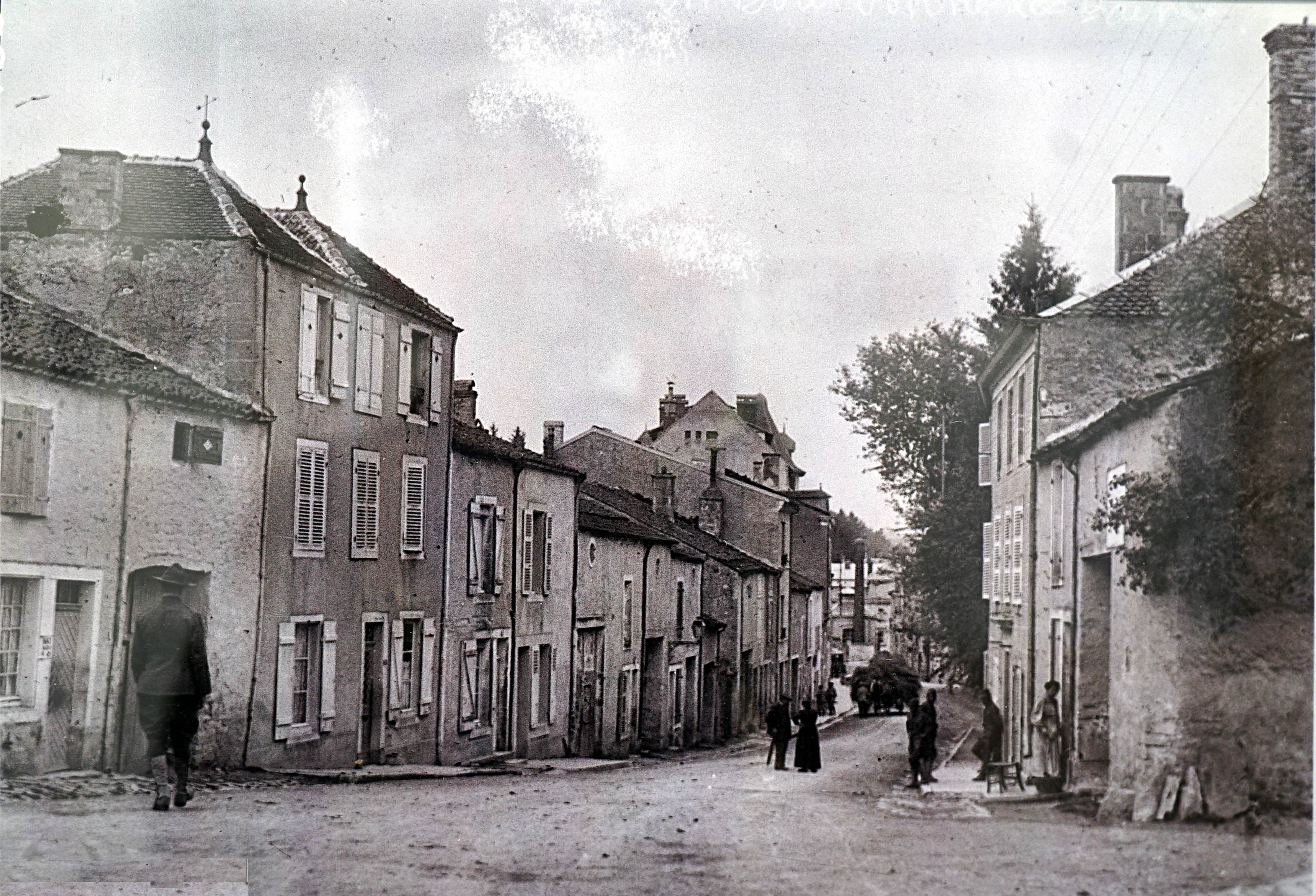
Des soldats américains du 92e devant le Q.G. de division.

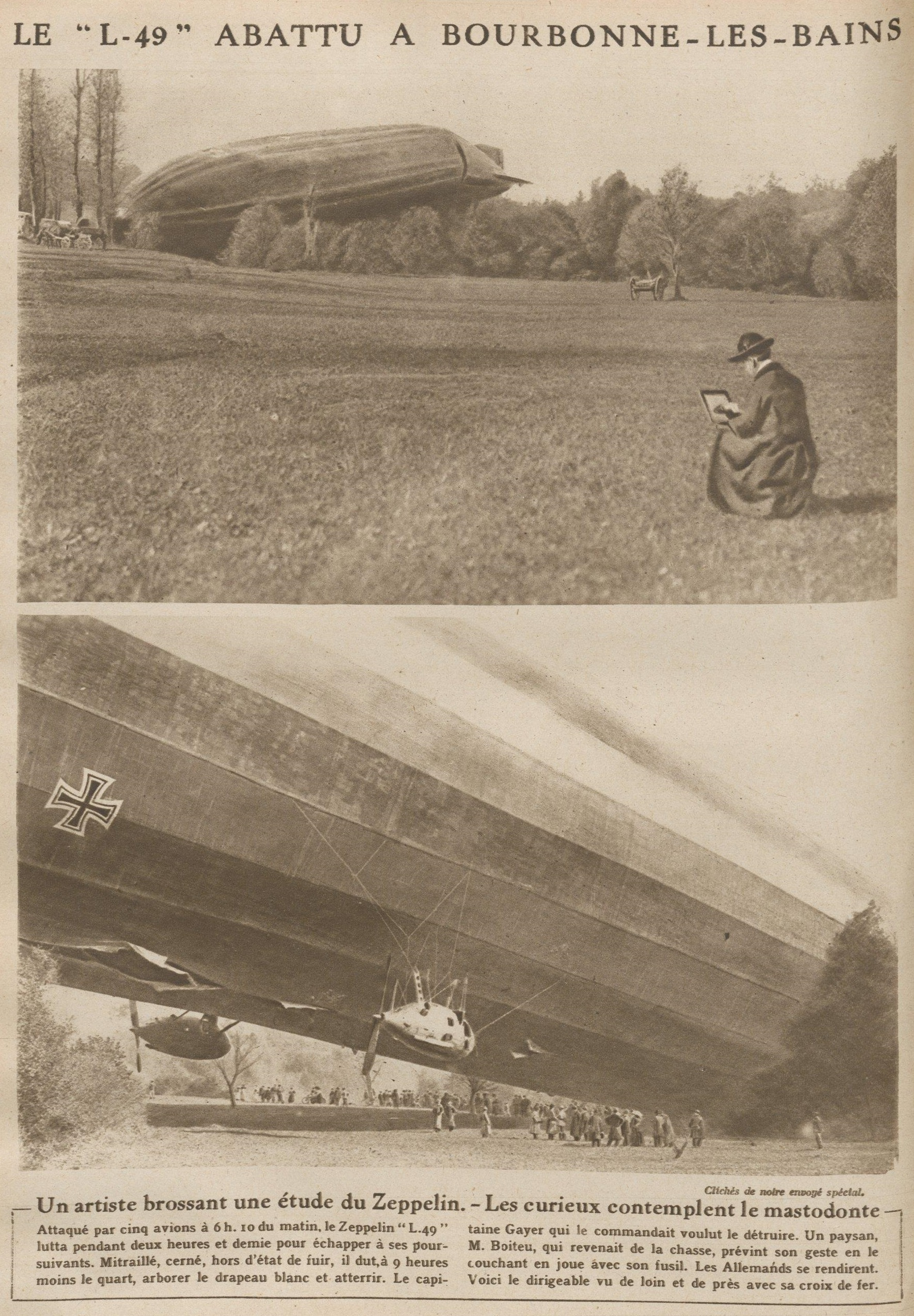
Le zeppelin L 49 abattu en 1917.

Avec l'arrivée de l'armée américaine pendant la première guerre mondiale en 1917 et l’installation de son quartier général à Chaumont, Bourbonne devient une zone d'entraînement divisionnaire.
Le 20 octobre, un des treize zeppelin de marine allemande, de retour de bombardement en Angleterre et subissant des vents contraires, est abattu.

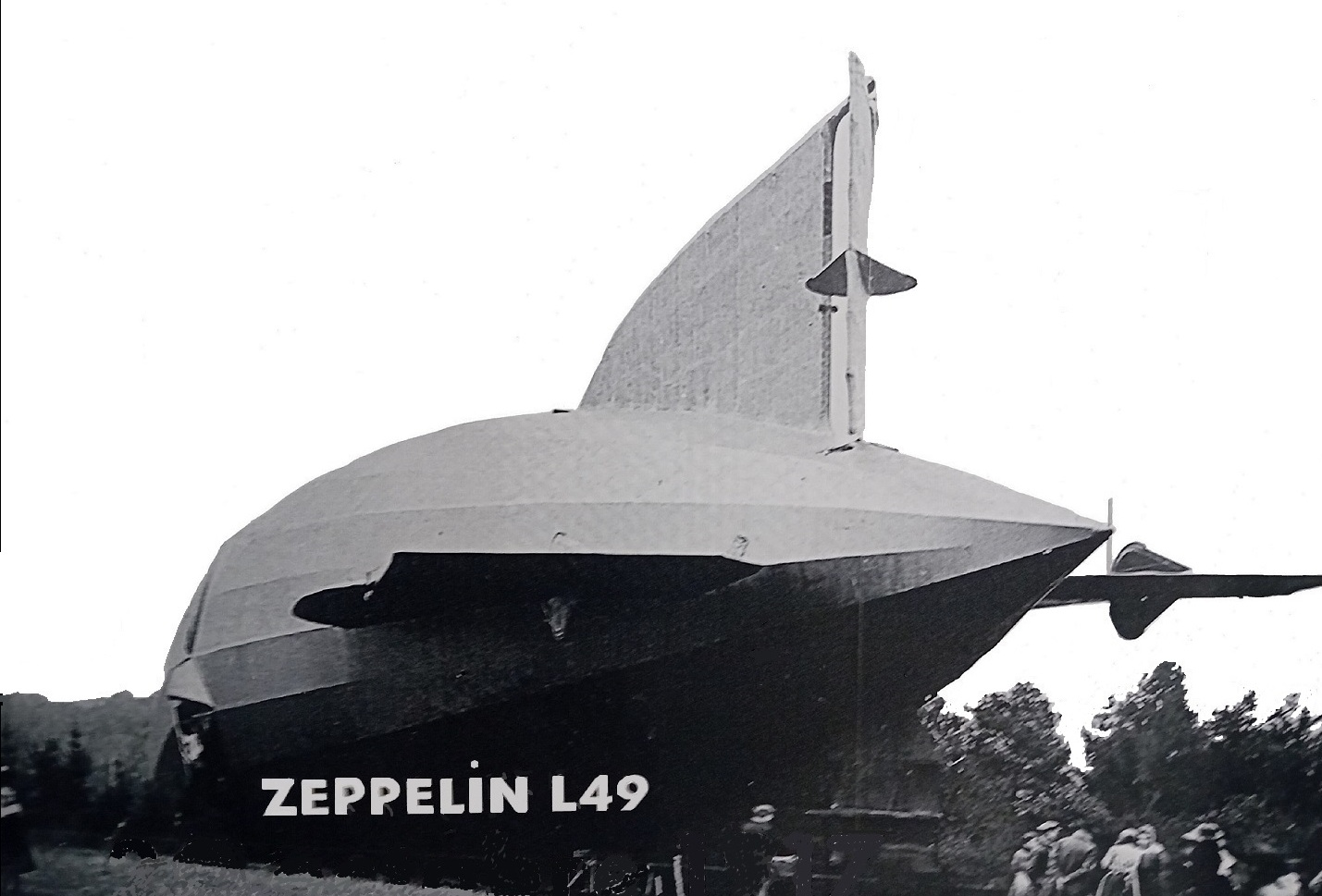
Le Zeppelin L 49 (1917).

Le 6 février 1918, un hôpital militaire est installé dans un hôtel et soigne 5 545 malades. Un dépôt de remonte est aussi initié et il comprenait une clinique vétérinaire ayant sept officiers et trois cents hommes. C'est dans cette ZED que fut entraînée la 92e division d'infanterie.
En 1972, les communes de Genrupt et de Villars-Saint-Marcellin fusionnent avec Bourbonne-les-Bains.

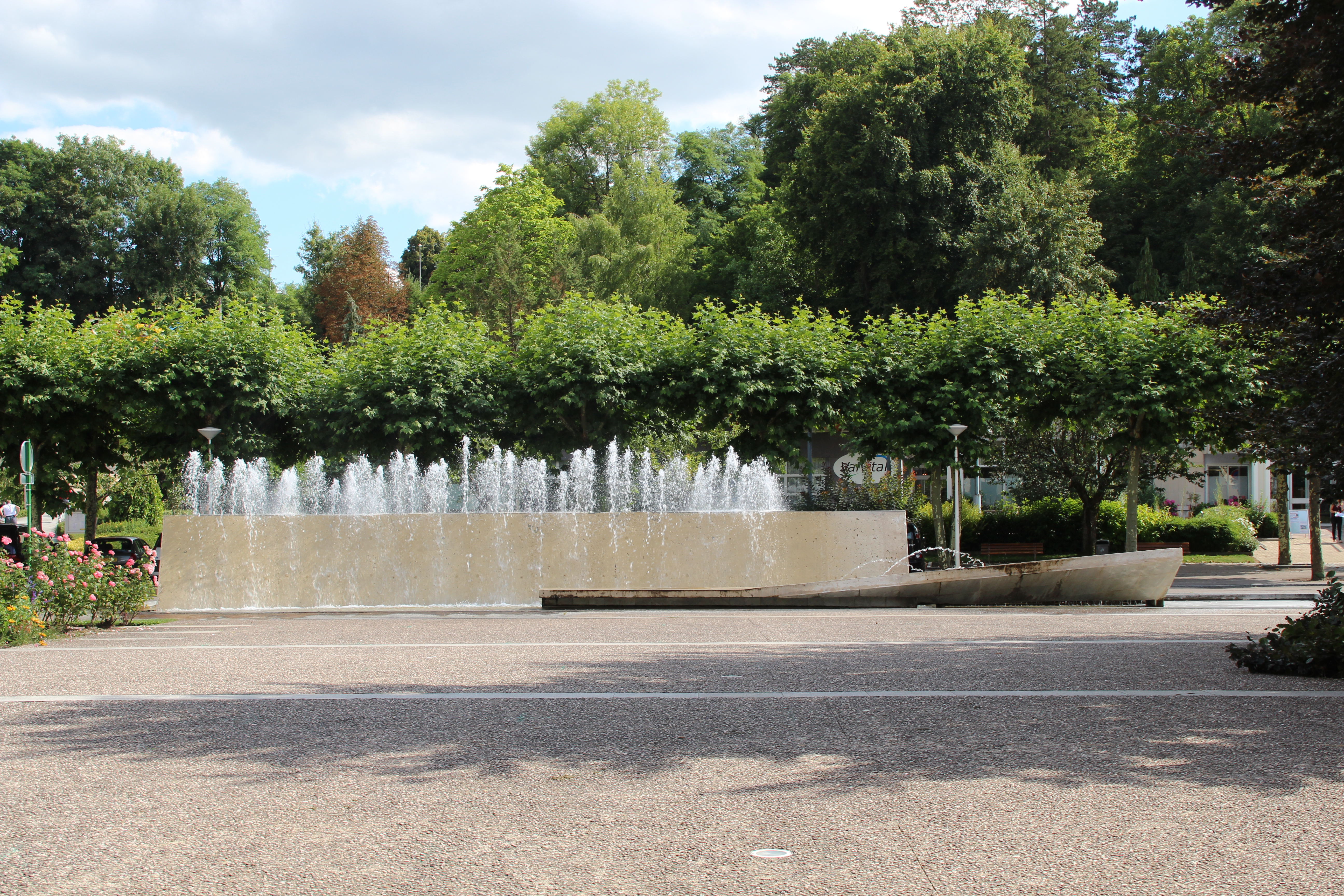
La place des Bains.

À partir des années 1970, Bourbonne vit une période de destructions importantes : « Entre 1971 et 1978, ce sont trois fleurons de la ville qui disparaissent : le château de Montmorency (la plus belle propriété de la ville au début du XXe siècle), son parc et la porte des anciens bains civils de l'ex-établissement thermal ».
En 1977, la rénovation totale du bâtiment des thermes entraîne des destructions archéologiques irréversibles. Des murs antiques sont attaqués au marteau-piqueur et à la pelleteuse. Des chapiteaux, ex-voto en bois et autres vestiges, dont une statue de la déesse Damona, sont néanmoins sauvés in extremis des tas de déblais par des archéologues et le Centre d'études nucléaires de Grenoble, par utilisation de rayonnement gamma notamment, sur ce qui constitue l'un des plus grands sanctuaires thermaux du Nord de la Gaule.
Il reste toutefois bien des sujets qui mériteraient étude, et « peut-être faudra-t-il attendre la destruction de l'actuel établissement dans quelques siècles pour faire de nouvelles découvertes ».

## Politique et administration

### Jumelages
Weiskirchen (Allemagne), voir Weiskirchen

## Population et société

### Démographie

#### Évolution démographique
L'évolution du nombre d'habitants est connue à travers les recensements de la population effectués dans la commune depuis 1793. Pour les communes de moins de 10 000 habitants, une enquête de recensement portant sur toute la population est réalisée tous les cinq ans, les populations de référence des années intermédiaires étant quant à elles estimées par interpolation ou extrapolation. Pour la commune, le premier recensement exhaustif entrant dans le cadre du nouveau dispositif a été réalisé en 2004.

En 2022, la commune comptait 1 969 habitants, en évolution de −7,69 % par rapport à 2016 (Haute-Marne : −4,62 %, France hors Mayotte : +2,11 %).
| 1793  | 1800  | 1806  | 1821  | 1831  | 1836  | 1841  | 1846  | 1851  |
| ----- | ----- | ----- | ----- | ----- | ----- | ----- | ----- | ----- |
| 3 107 | 3 136 | 3 306 | 3 380 | 3 272 | 3 551 | 3 700 | 3 844 | 4 135 |

| 1856  | 1861  | 1866  | 1872  | 1876  | 1881  | 1886  | 1891  | 1896  |
| ----- | ----- | ----- | ----- | ----- | ----- | ----- | ----- | ----- |
| 3 810 | 4 080 | 4 053 | 4 274 | 4 039 | 4 406 | 4 322 | 4 148 | 4 156 |

| 1901  | 1906  | 1911  | 1921  | 1926  | 1931  | 1936  | 1946  | 1954  |
| ----- | ----- | ----- | ----- | ----- | ----- | ----- | ----- | ----- |
| 4 038 | 4 021 | 3 707 | 3 215 | 2 896 | 2 808 | 2 827 | 2 709 | 2 702 |

| 1962  | 1968  | 1975  | 1982  | 1990  | 1999  | 2004  | 2006  | 2009  |
| ----- | ----- | ----- | ----- | ----- | ----- | ----- | ----- | ----- |
| 2 617 | 2 912 | 3 095 | 3 022 | 2 764 | 2 495 | 2 276 | 2 275 | 2 255 |

| 2014  | 2019  | 2022  | - | - | - | - | - | - |
| ----- | ----- | ----- | - | - | - | - | - | - |
| 2 106 | 1 977 | 1 969 | - | - | - | - | - | - |

### Santé

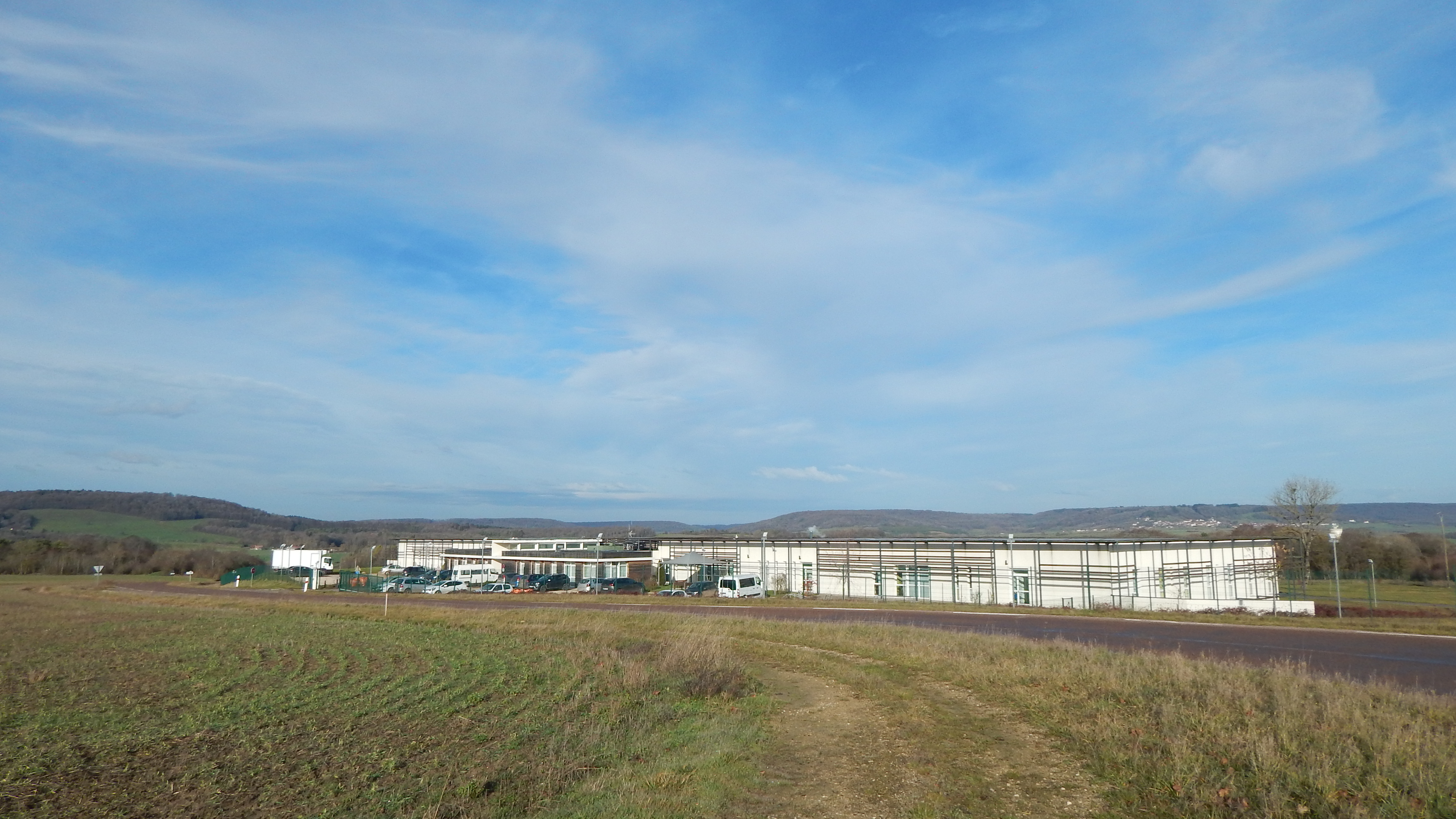
EHPAD/USLD La Croix l'Albin.

En matière sanitaire et médico-sociale, Bourbonne-les-Bains dispose de plusieurs infrastructures :
- Un hôpital local composé d'un service de médecine de 5 lits, de 47 lits de moyen séjour (soins de suite et de réadaptation), 32 lits de long séjour (USLD), 120 lits d'hébergement (EHPAD), et un service de soins infirmiers à domicile de 50 places ;
- Une maison de santé pluridisciplinaire qui regroupe médecins généralistes, IDE, dentiste, et consultations spécialisées de sage-femme, de diététicienne et d'addictologie ;
- Plusieurs cabinets infirmiers indépendants ;
- Un cabinet regroupant dentiste et kinésithérapeutes ;
- L'établissement thermal.

## Économie
Le thermalisme constitue la principale activité de la ville. L'établissement thermal, exploité par le Groupe Valvital jusqu'en 2024 puis géré par l'Agence d'attractivité de la Haute-Marne à compter de février 2025, accueille chaque année entre 5 000 et 7 000 curistes, sur une période courant entre mars et novembre.

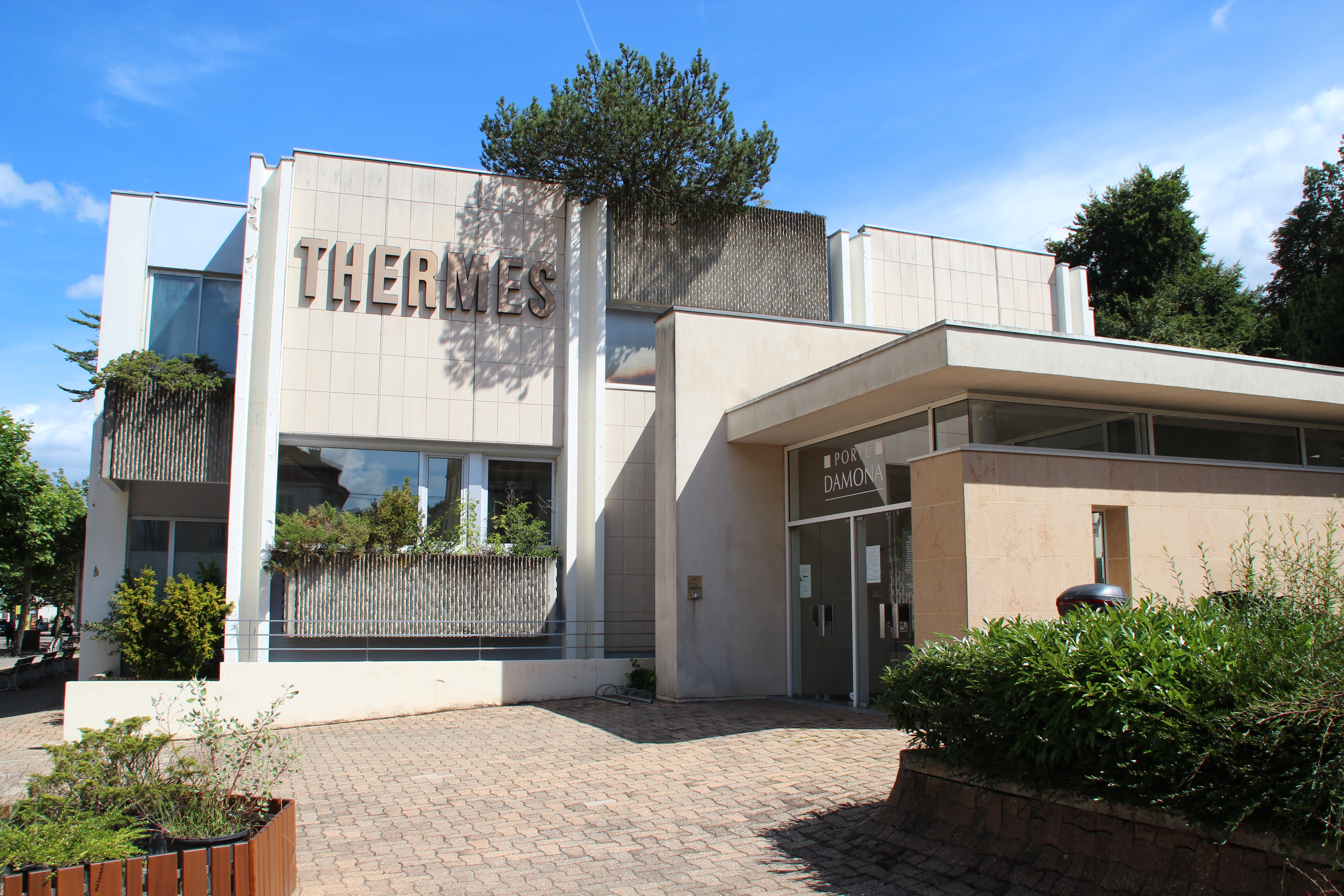
L'établissement thermal.

L'année 2006 fut marquée par l'ouverture d'un casino. Situé à proximité immédiate des thermes, place des Bains, l'établissement exploite une soixantaine de machines à sous, une salle de jeux de table (boule traditionnelle, blackjack, roulette), un restaurant et une salle de cinéma.

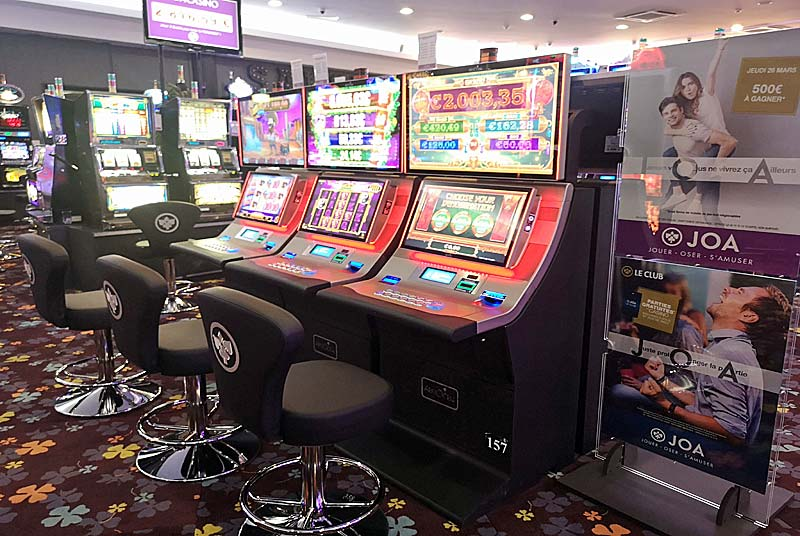
Machines à sous au casino.

Bourbonne-les-Bains dispose d'une offre d'hébergement diversifiée, avec plusieurs hôtels, des meublés de tourisme, des gîtes, des chambres d'hôtes et deux campings. Le tourisme vert se développe dans la région et Bourbonne-les-Bains propose des parcours de randonnée variée dans un environnement à la fois boisé et vallonné.

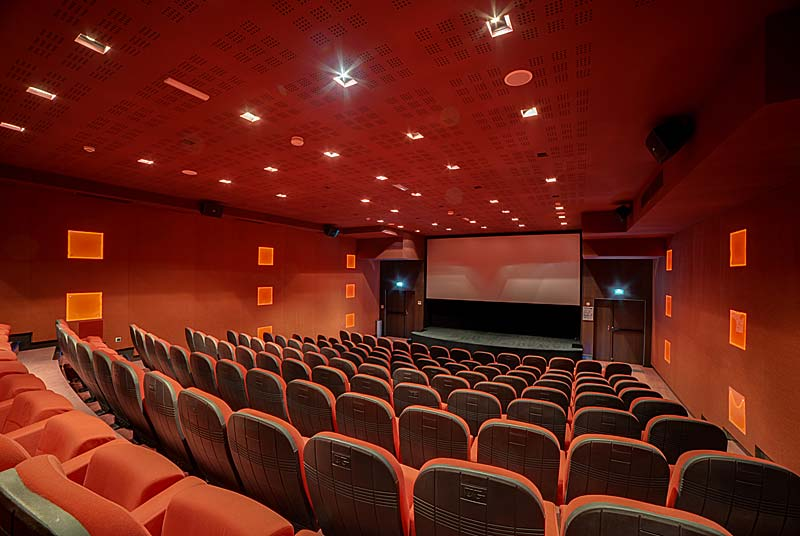
Le cinéma du casino.

La ville dispose également d'un centre commercial local composé de commerces généralistes et spécialisés de toutes tailles : supermarchés, boutiques de vêtements et bijoux, d'électro-ménager, commerces alimentaires et grande distribution (trois grandes surfaces), magasin de jouets, pêche et chasse.
Les services publics y demeurent importants : outre l'hôpital, il y a une gendarmerie et un centre de secours, une école maternelle, une école primaire et un collège, un institut médico-éducatif, une perception, une subdivision des services de l'Équipement.
L'industrie est représentée, avec une usine de fabrication de fenêtres, un atelier de fabrication de canapés, une scierie, et de nombreux artisans du bâtiment exercent leur activité dans le secteur de Bourbonne.
Quelques exploitations agricoles pratiquent surtout l'élevage laitier.

## Culture locale et patrimoine

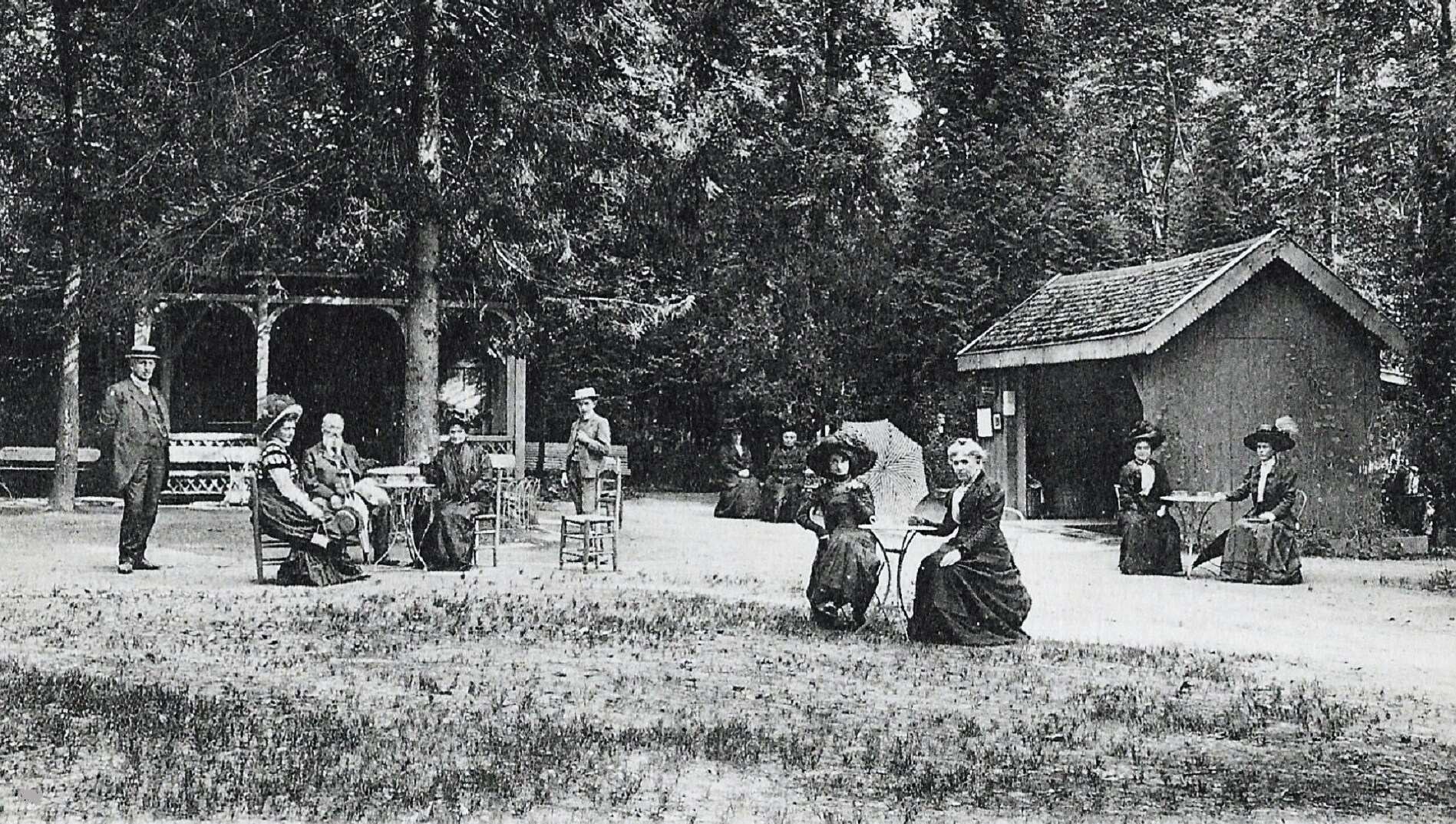
Etablissement Maynard en 1925.

### Lieux et monuments
- Le parc animalier de la Bannie, sur la route de Coiffy-le-Haut, offre un parcours au contact de la faune et de la flore. Composé de 100 hectares de forêt, le parc abrite des animaux dans leur cadre naturel : biches, daims, cerfs, sangliers, paons, lapins, chèvres, oiseaux, canards, etc. Une zone de promenade de 30 hectares est aménagée au milieu des enclos, avec des bancs, une aire de pique-nique et une aire de jeux.
- Le parc de la mairie, à l'emplacement de l'ancien château, qui domine la vallée de l'Apance, offre une promenade au milieu d’arbres centenaires. On y trouve un petit jardin à la française, des massifs de mosaïcultures et de grands massifs floraux. On peut également y voir les anciens communs du château médiéval, aujourd'hui réhabilités en médiathèque et en école de musique.
- L'arboretum de Montmorency, conçu comme un jardin à l'anglaise, présente un parc botanique de 250 essences d’arbres différents dont 90 sortes de résineux, 95 de feuillus et tout un assortiment d’arbustes et d’arbrisseaux. L’espace de l'arboretum de Montmorency est réparti selon les cinq continents.
- L'église Notre-Dame-en-Assomption, dont le début de la construction date du XIIe siècle, est de style composite[32]  Classé MH (1875).
- L'église Saint-Marcellin de Villars-Saint-Marcellin (XIe et XIIe siècles), commune associée à Bourbonne-les-Bains depuis le 27 décembre 1972, dont le tympan d’entrée, le chœur et la crypte ont été classés  monuments historiques à la demande de Prosper Mérimée[33].  Classé MH (1849, 1909).
- Vestiges des thermes gallo-romains : Situés dans le parc de l'actuel établissement thermal, un curieux monument regroupe les rares vestiges d'architecture gallo-romaines encore visibles et fournissent la preuve d'installations thermales dans ces lieux depuis Auguste, et sans doute avant[34].  Inscrit MH (1925).
- La porte-Galon, qui permet d'accéder au parc de la mairie, est une construction fortifiée du XVIe siècle.
- L'église Notre-Dame-de-la-Nativité à Genrupt
- La chapelle Notre-Dame-de-la-Salette à le Montot
- Chapelle Notre-Dame-des-Eaux, au parc thermal.
- Le cimetière juif, situé route de Vittel
- L'ancienne synagogue, située rue des Capucins
- L'ancien temple réformé, situé rue Amiral Pierre sur le site de l'actuelle piscine, construit en 1902, inauguré le 17 août 1903, puis désaffecté vers 1960 et détruit en février 1967

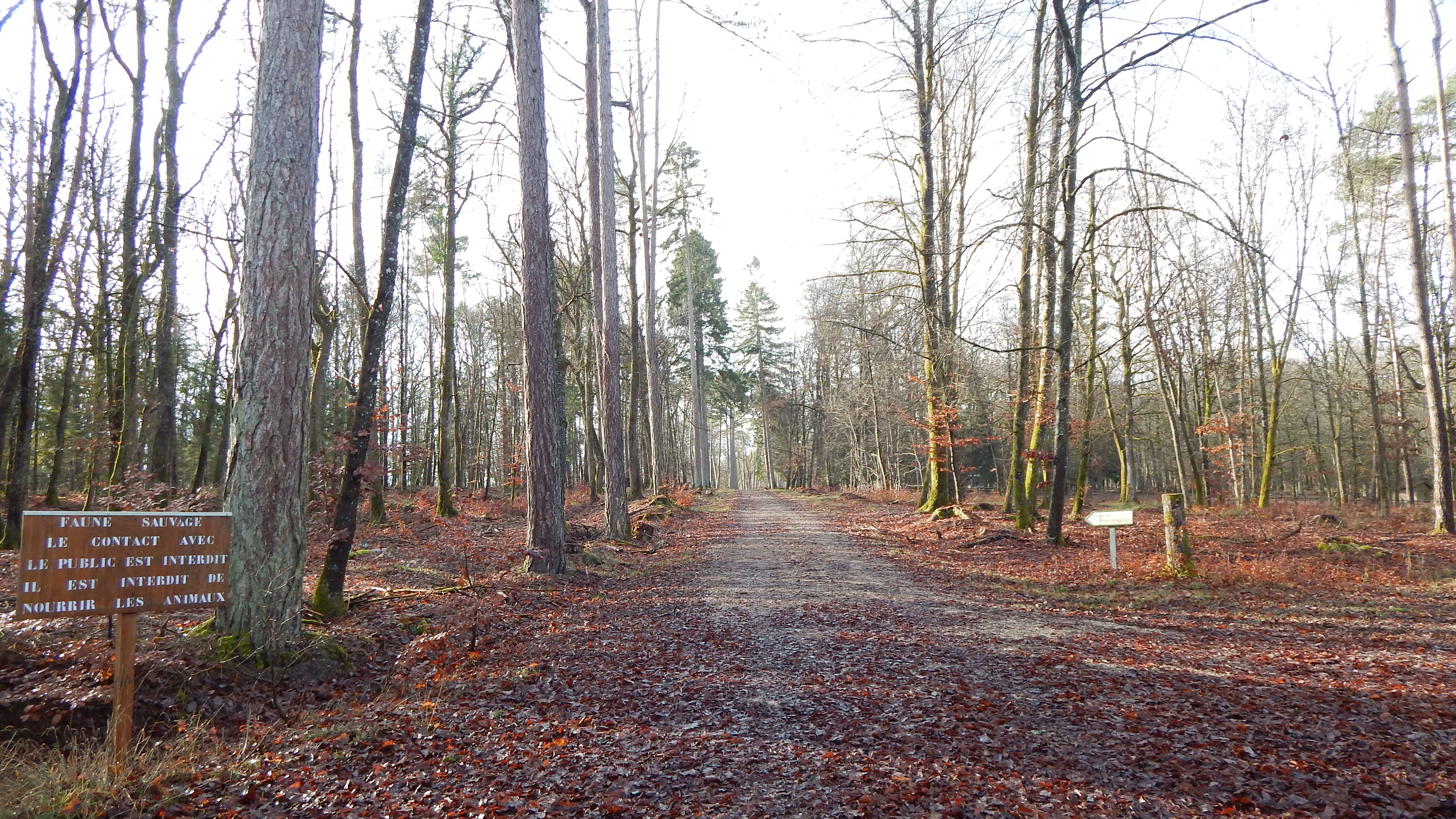
Parc de la Bannie.
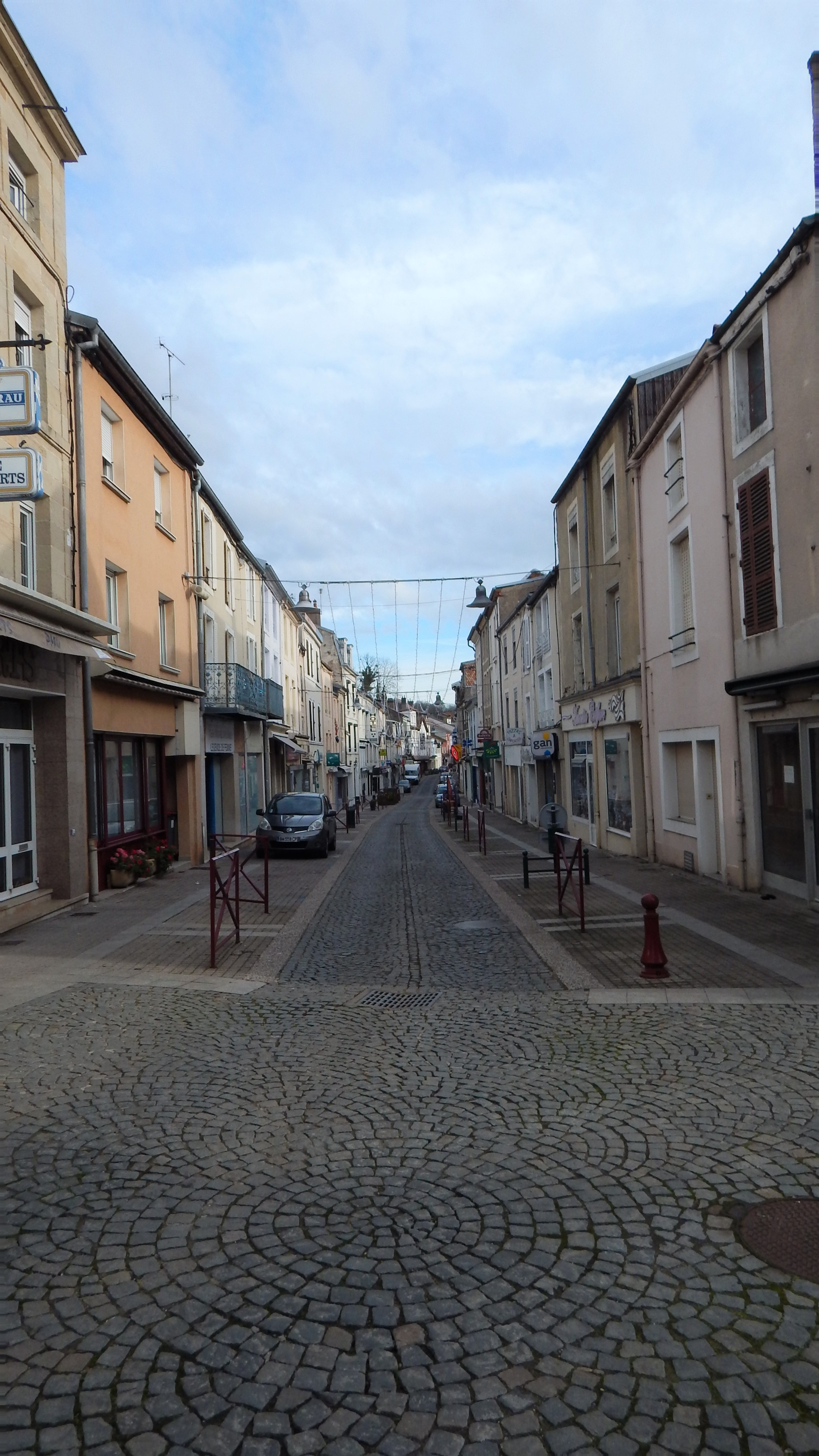
Grande Rue.
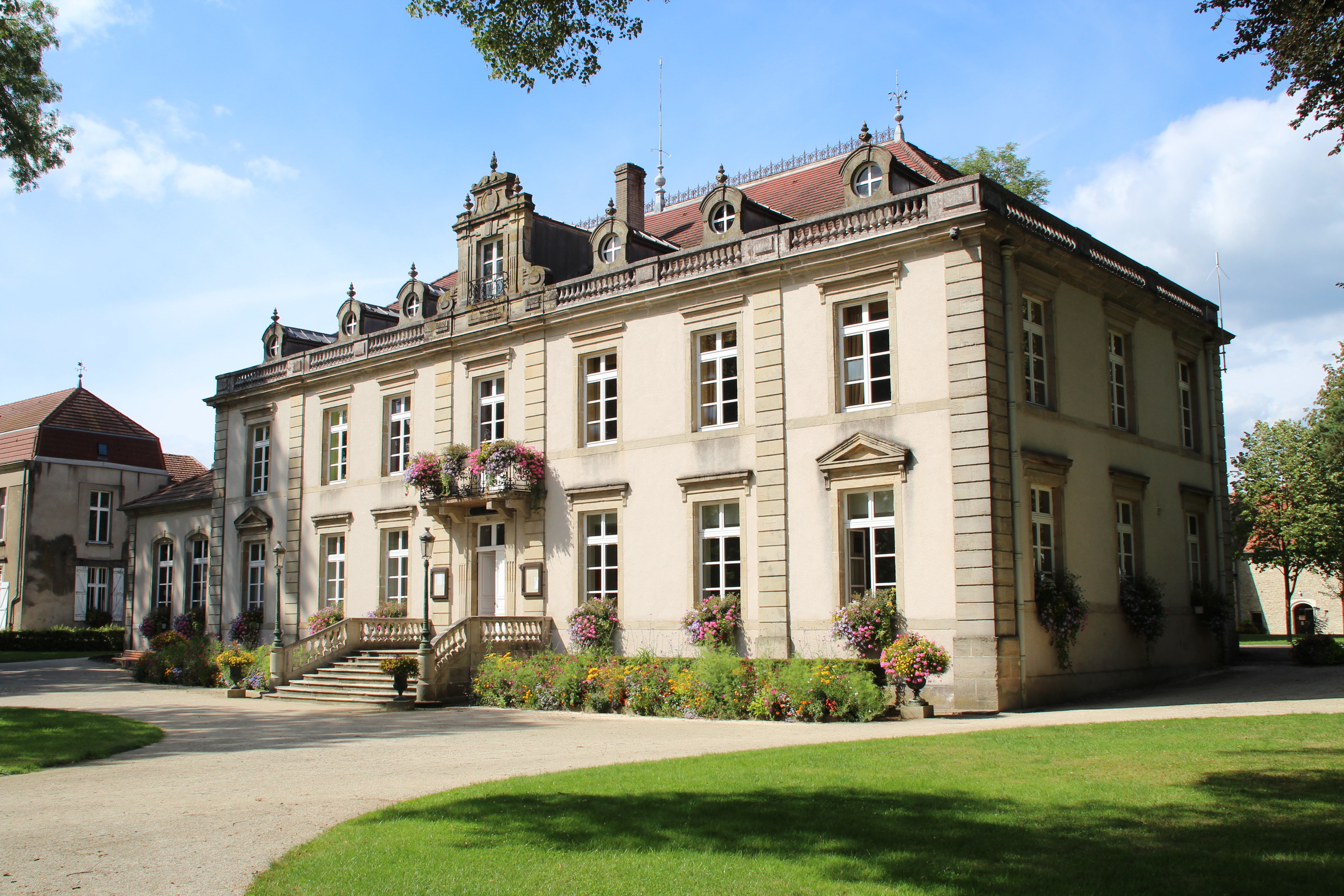
L'hôtel de ville.
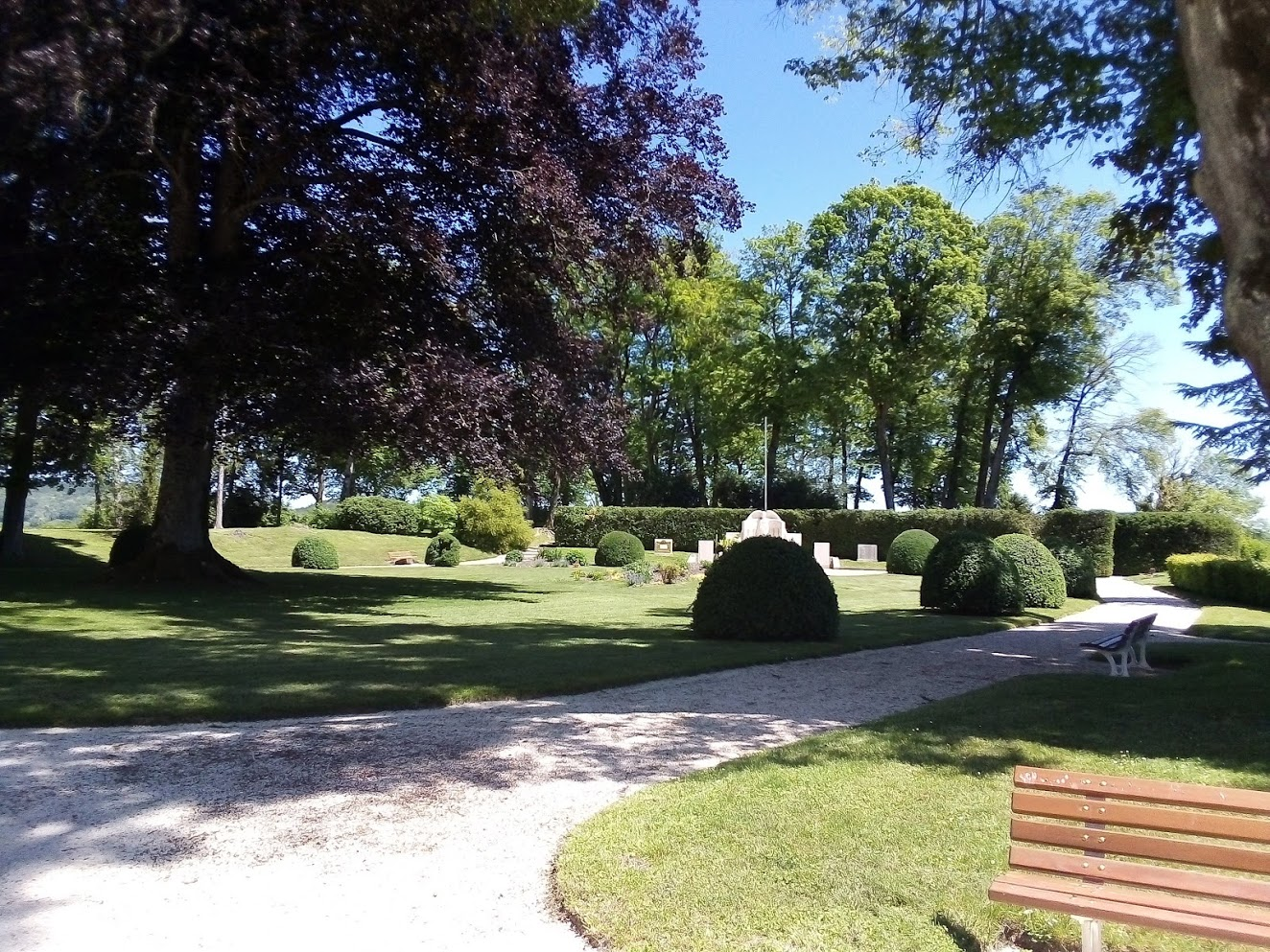
Le parc du Château, aujourd'hui de l'hôtel de ville.
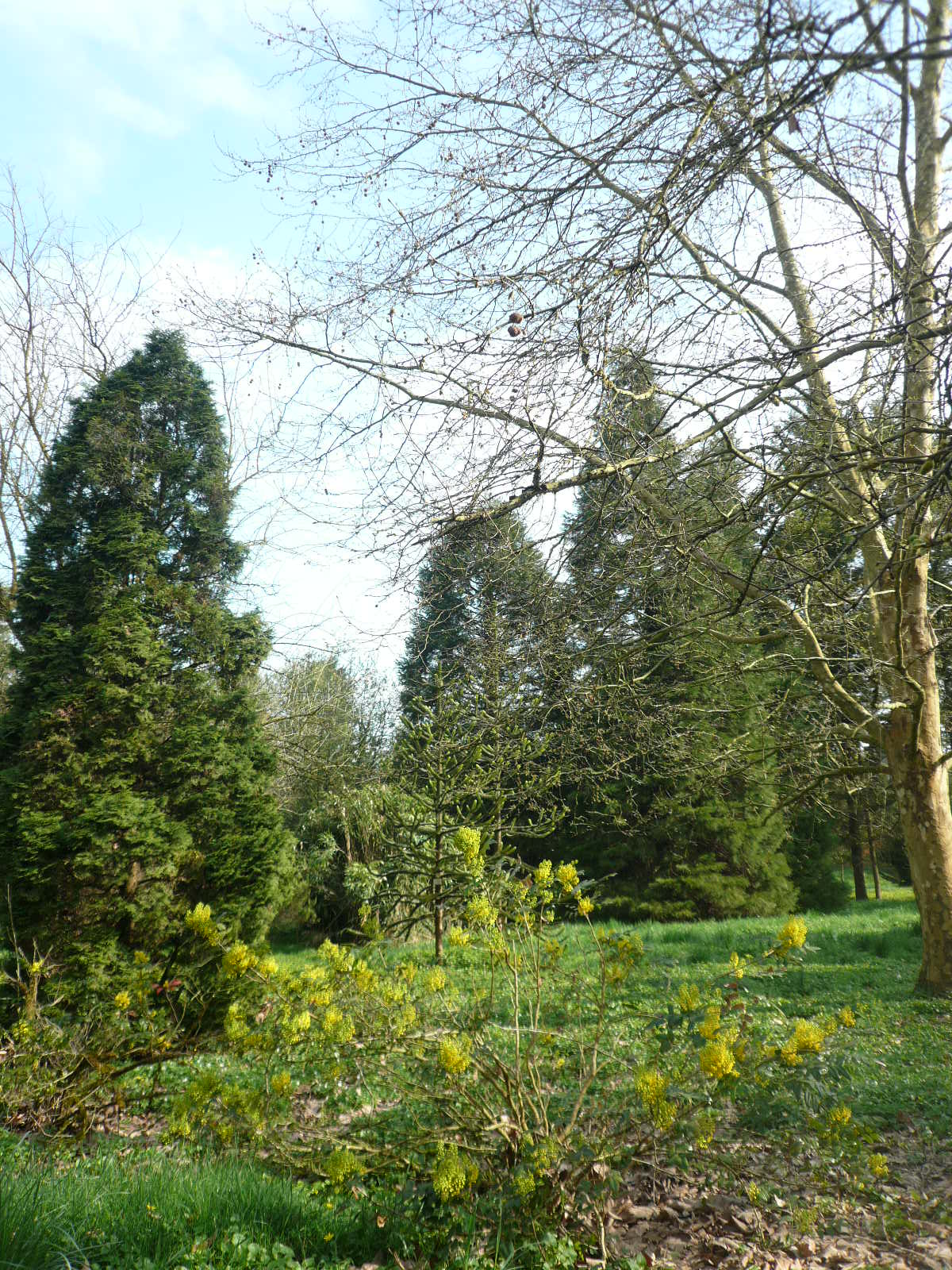
L'arboretum de Montmorency.
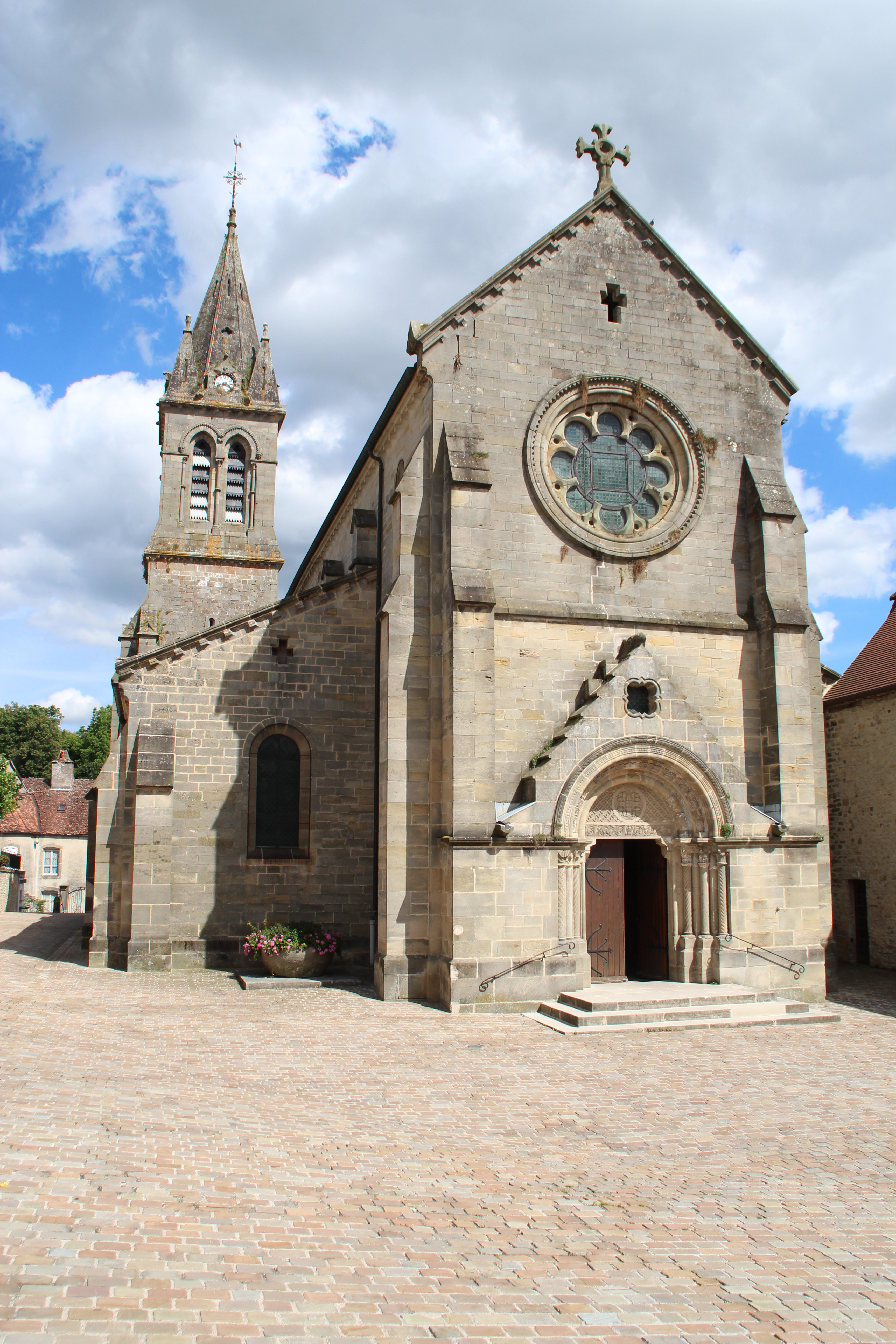
L'église Notre-Dame-de-L'Assomption.
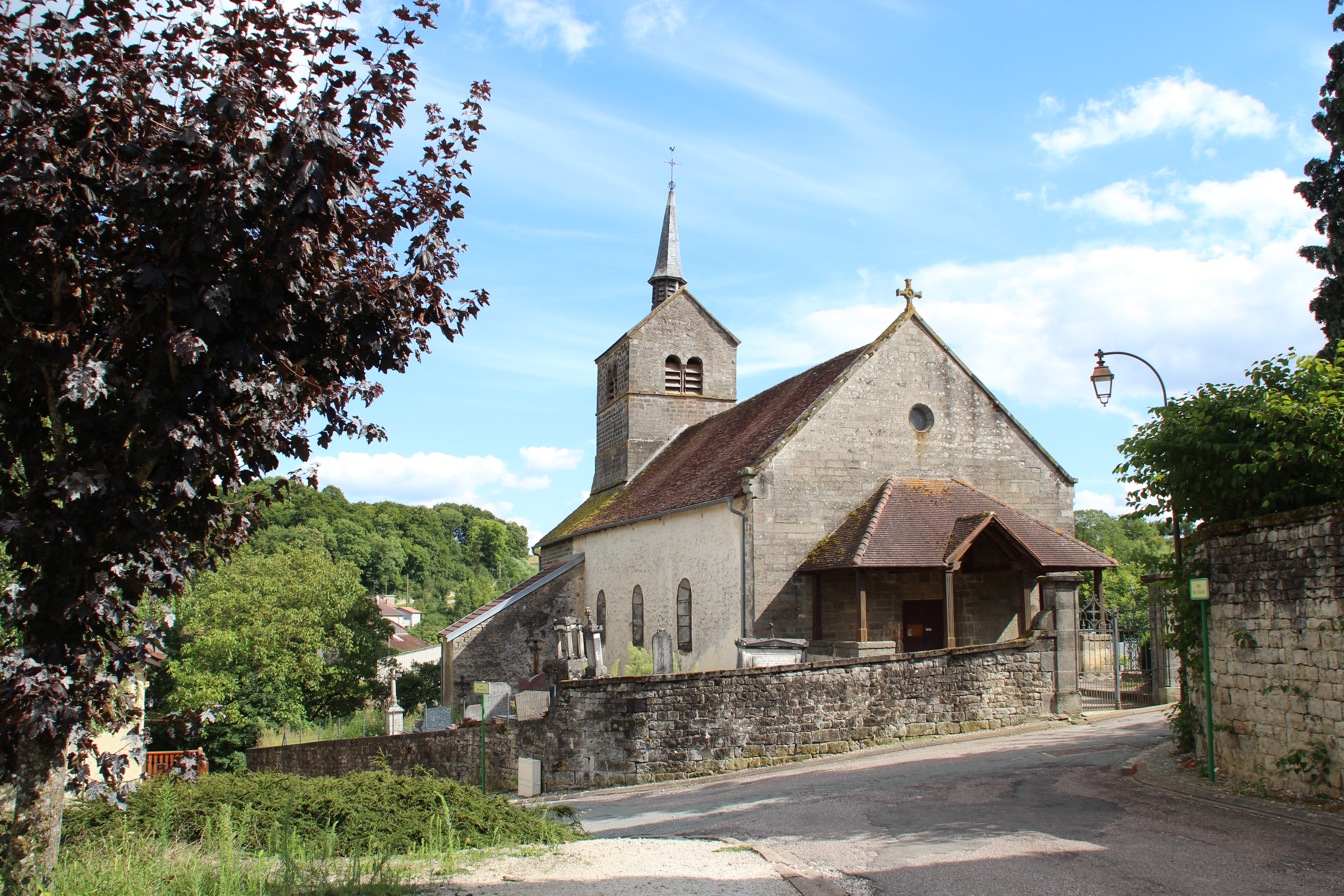
Église de Villars-Saint-Marcellin.
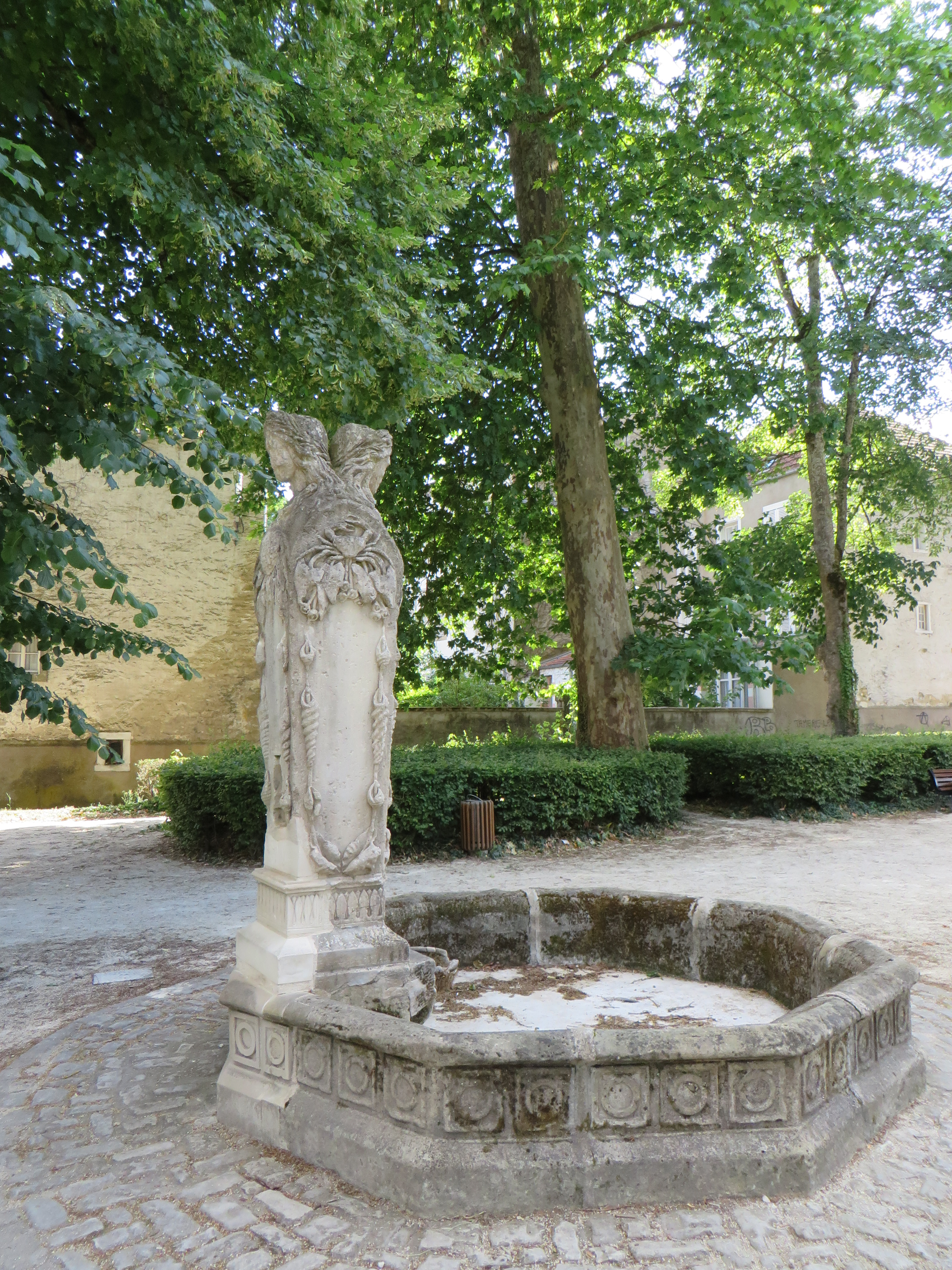
Ruines gallo-romaines.
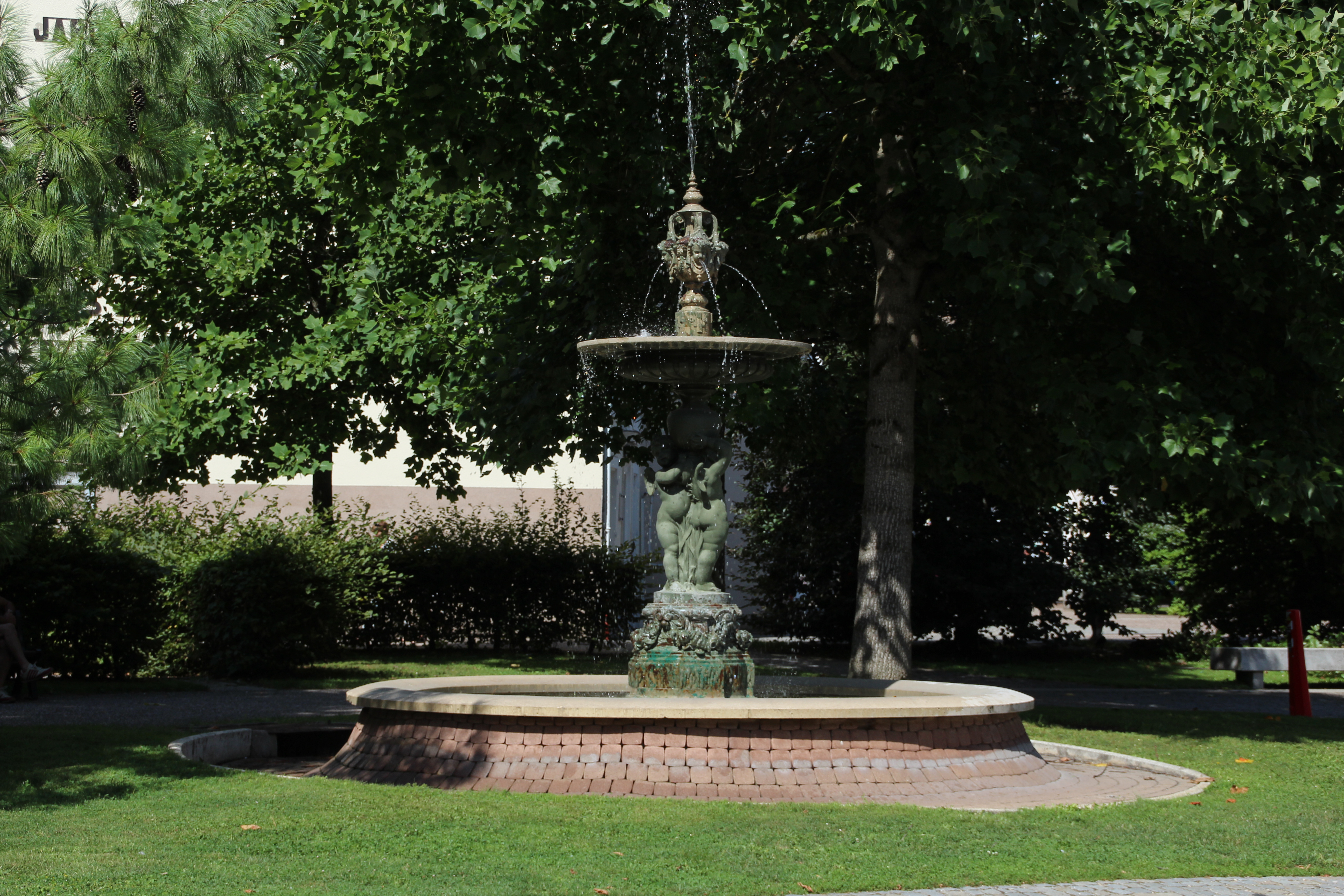
Une fontaine, place des Bains.
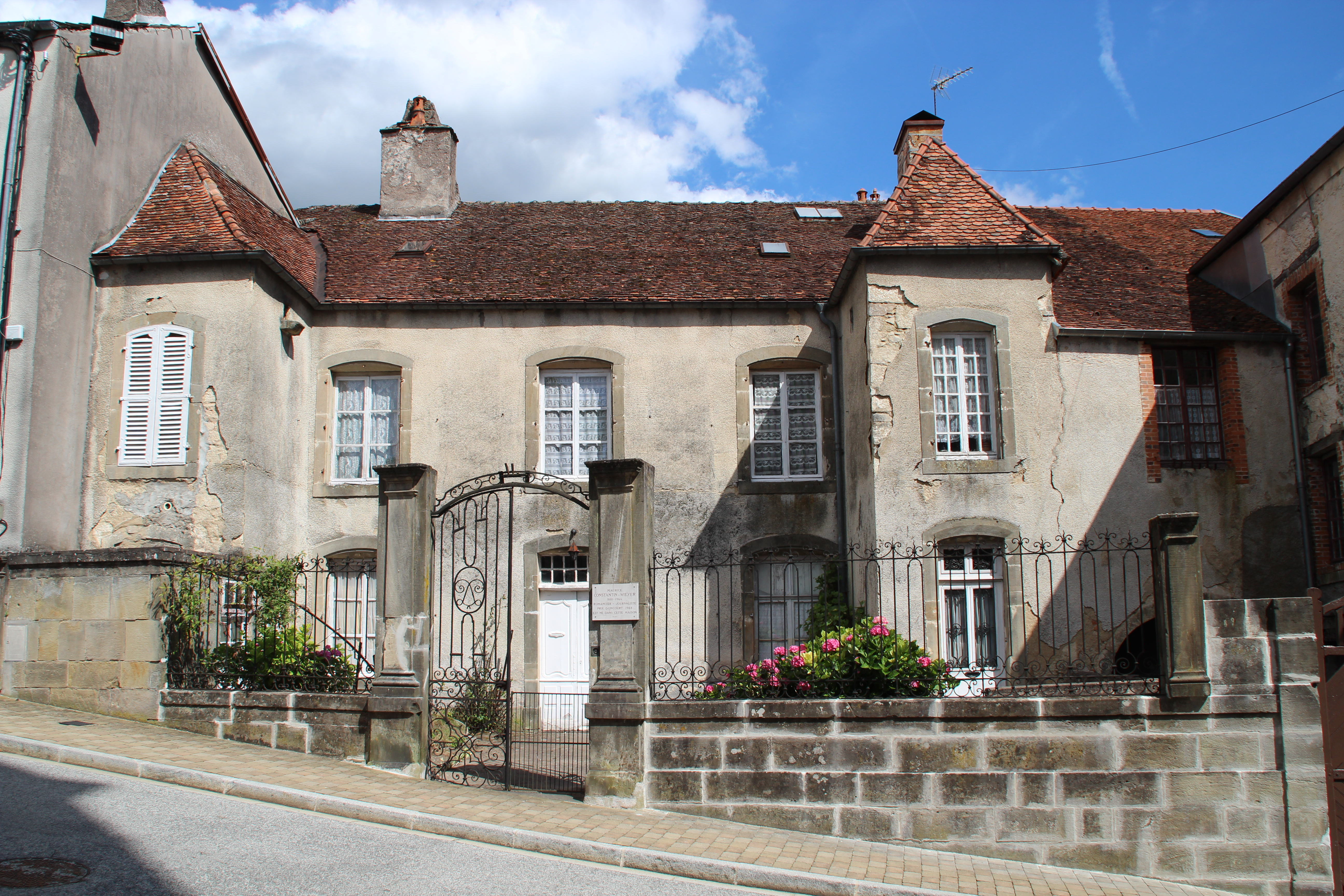
La maison de naissance de Maurice Constantin-Weyer.
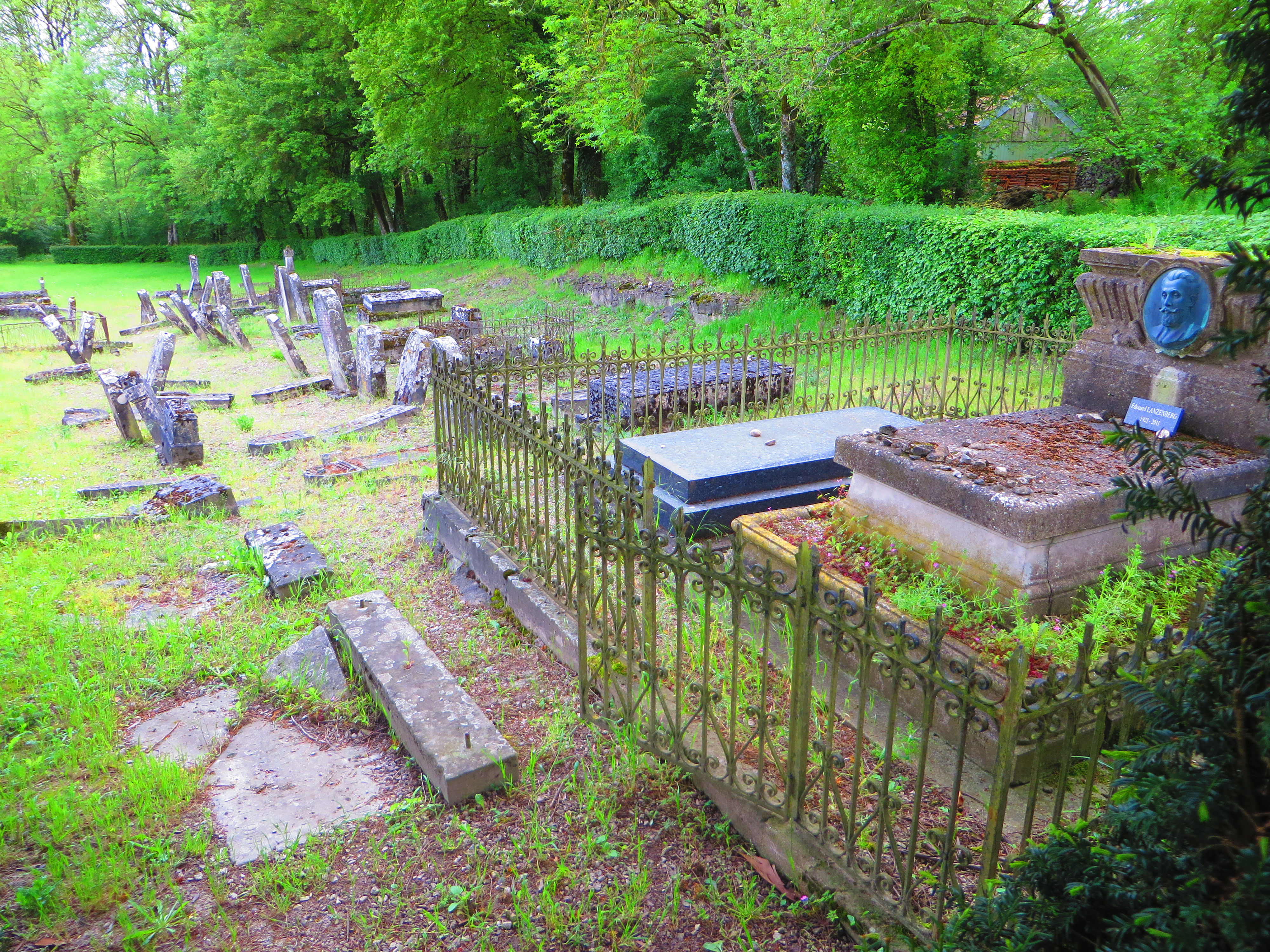
Le cimetière juif.
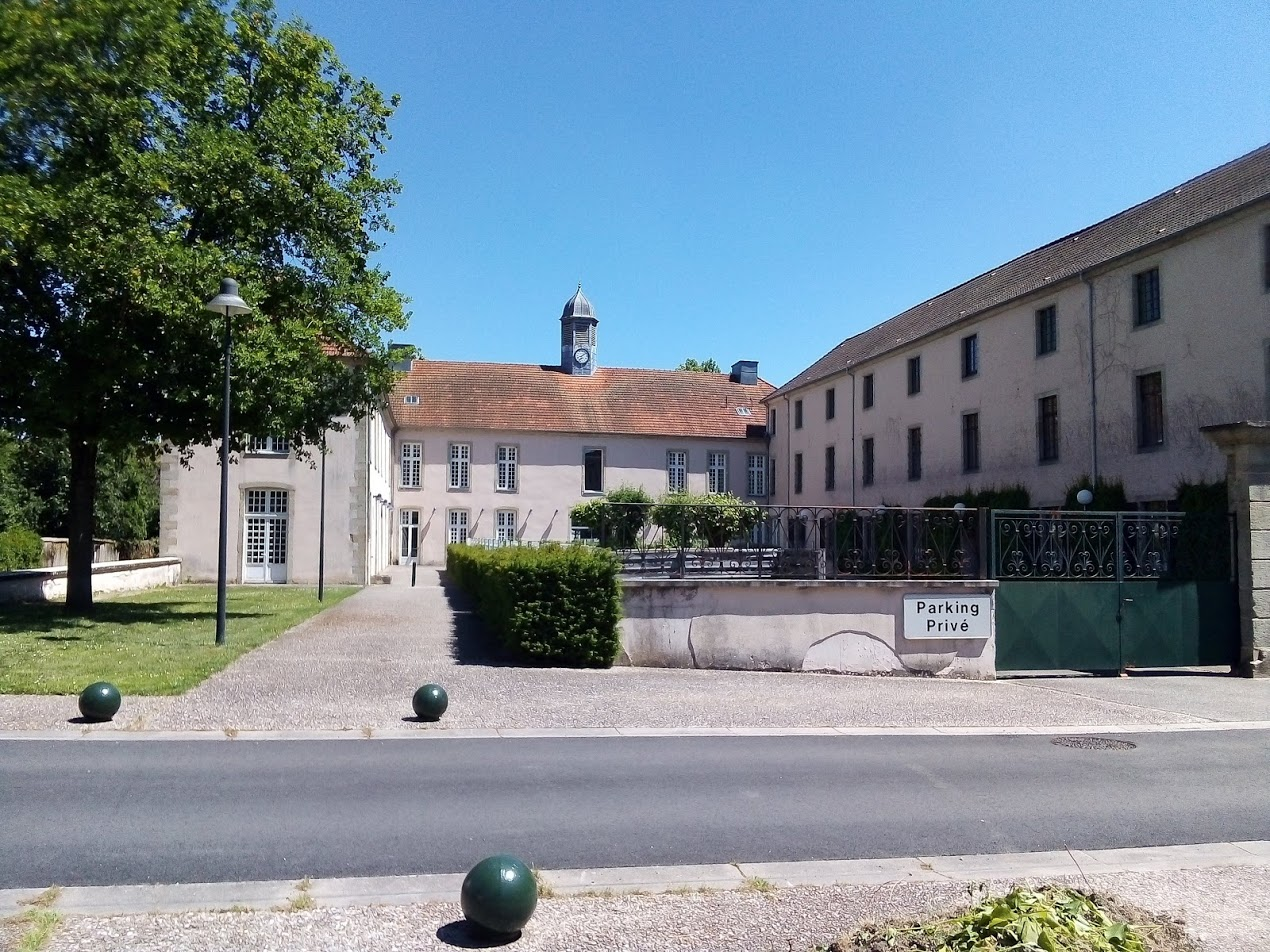
Le Clocheton, ancien hôpital militaire.

### Équipements culturels
Le pôle culturel, inauguré en 2003 et installé dans le parc de l'ancien château médiéval, en face de l'hôtel de ville, regroupe un musée et une médiathèque.

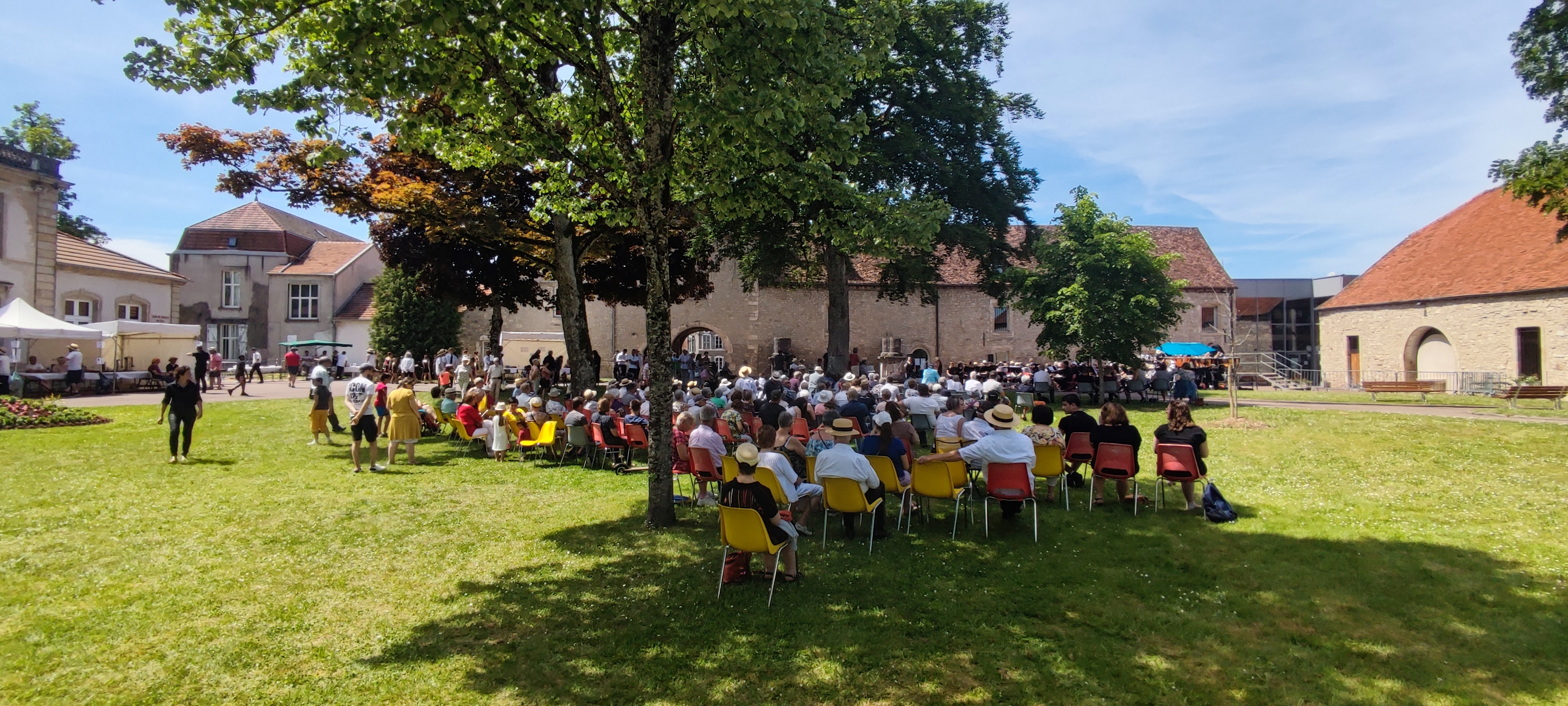
Concert devant le pôle culturel.

Le musée, labellisé Musée de France, comprend :
- Une salle consacrée à la peinture, offrant à découvrir, outre une collection unique d'oiseaux naturalisés du XIXe siècle, des toiles d'artistes haut-marnais ;
- À mi-parcours, une salle d'exposition temporaire mettant à l'honneur, chaque trimestre, un artiste différent issu de la peinture, de la sculpture ou de la photographie ;
- Enfin, une salle consacrée à l'archéologie, qui contient des vestiges renvoyant au passé thermal gallo-romain de Bourbonne-les-Bains, et notamment deux têtes gauloises sculptées en bois, des stèles votives, et de objets de culte.

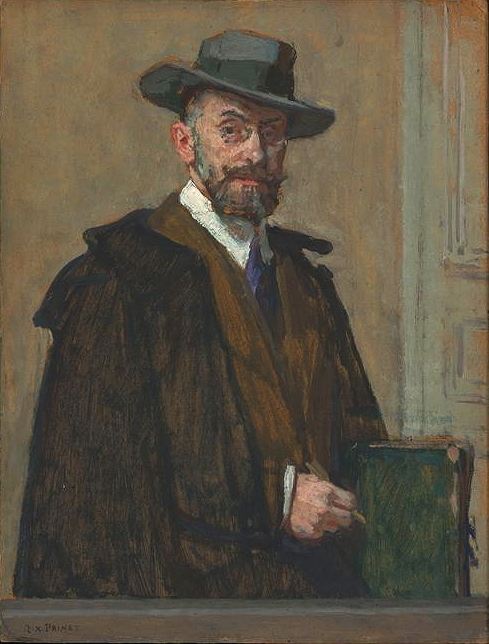
Autoportrait de René-Xavier Prinet, musée d'Orsay.

La médiathèque, voisine du musée et située dans les dépendances de l'ancien château, où on trouve un fonds ancien remarquable (encyclopédie, ouvrages de l'expédition de Bonaparte en Égypte) et auprès de laquelle on peut emprunter des livres, des œuvres musicales et des jeux. Des ordinateurs sont mis à la disposition du public, et des animations destinés aux plus jeunes ont lieu régulièrement.
Des animations sont proposées dans le bâtiment municipal du Clocheton, ainsi que des projections de films, des retransmissions vidéo de spectacle, et des spectacles en direct (chansons).

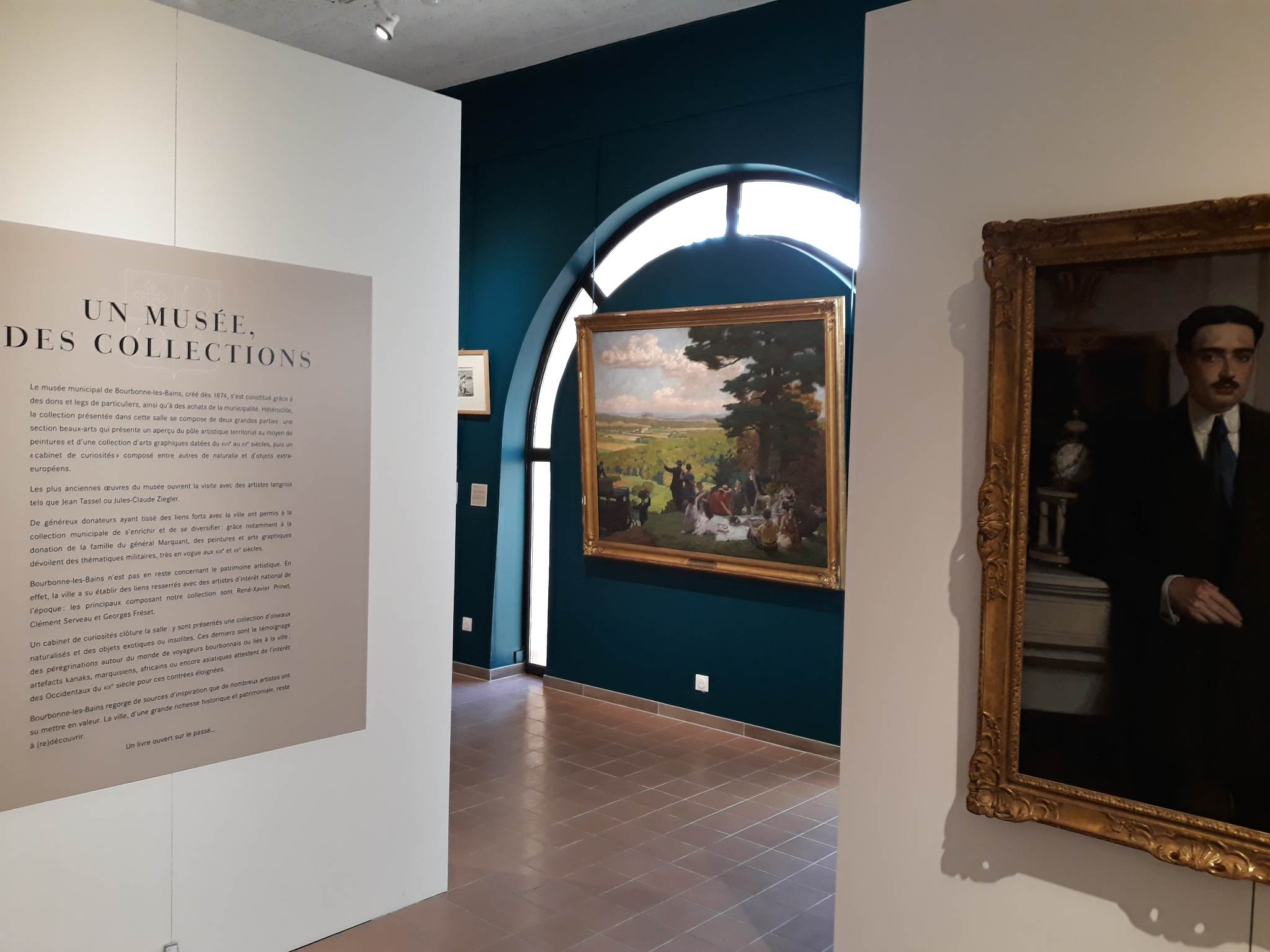
L'intérieur du musée.

Chaque printemps, dans le cadre du festival de théâtre du Pays de Langres Tinta'Mars, des représentations théâtrales et musicales, pour grands et petits, sont proposées.
Une quarantaine d'associations participent à la vie de la commune.
L'école de musique, qui accueille une centaine d'élèves, propose de faire découvrir les instruments à vent et les percussions. Elle forme, entre autres, des élèves pour l'orchestre d'harmonie de la ville. Ses cinquante musiciens participent aux animations municipales, mais aussi au niveau départemental et à Weiskirchen, ville allemande jumelée à Bourbonne.

### Personnalités liées à la commune

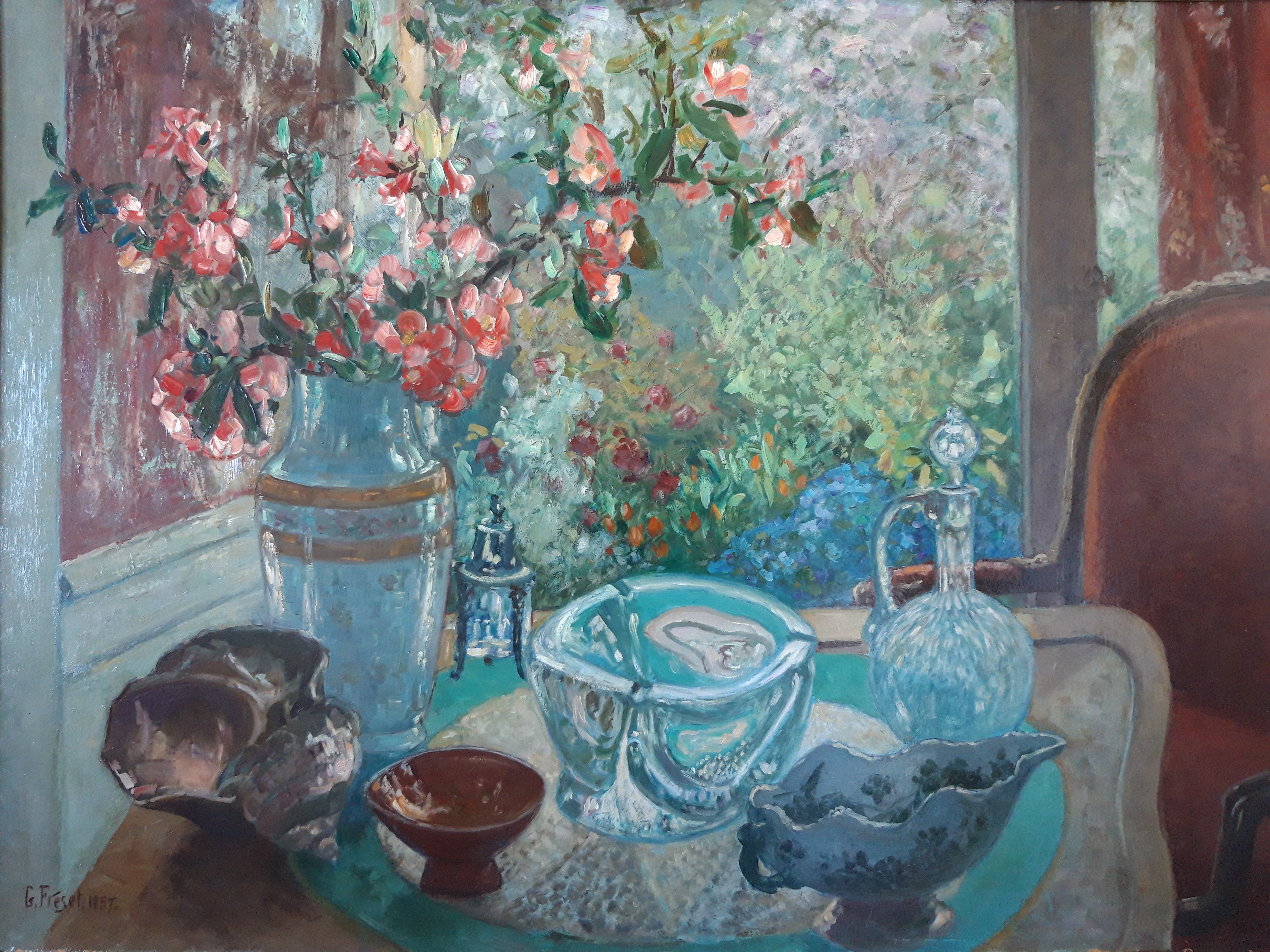
Une œuvre de Georges Fréset.

Voir aussi la catégorie recensant les personnalités nées à Bourbonne-les-Bains.
- Prudent Thieriot (1730-1786), facteur de clarinettes
- Guillaume Chaudron-Rousseau (1752-1816), conventionnel, né et décédé dans la commune
- Louis Marie Joseph de Brigode (1776-1827), maire de Lille de 1802 à 1816 puis Pair de France, décédé à Bourbonne
- Félix Pélissier, général de division et homme politique, fut conseiller général du canton de Bourbonne en 1871 et y est inhumé
- Ernest Noirot (1851-1913), né et décédé dans la commune
- Paul Maistre (1858-1922), officier général, inhumé sur la commune avant d'être transféré aux Invalides à Paris
- René-Xavier Prinet (1861-1946), peintre et illustrateur, a vécu à Bourbonne-les-Bains, y est mort et y est inhumé avec son épouse Jeanne (1865-1958), née Jaquemin, elle-même native de la ville
- Gabriel Guérin (1869-1916), peintre, natif de Bourbonne
- Maurice Constantin-Weyer (1881-1964), écrivain, prix Goncourt 1928, est né et vécut les premières années de sa vie à Bourbonne
- Henri Sautot (1885-1963), né sur la commune, gouverneur de la Nouvelle-Calédonie et maire de Nouméa de 1947 à 1953.
- Clément Serveau (1886-1972), peintre, dessinateur, graveur et illustrateur, a vécu et est inhumé à Bourbonne
- Georges Fréset (1894-1975), peintre naturaliste dont certaines des œuvres sont exposées au musée de la ville
- Robert Gouby (1919-1944), résistant, Compagnon de la Libération, a passé une partie de son enfance à Bourbonne. Son nom a été donné à une voie de la commune à l'entrée de laquelle se trouve également une stèle commémorative.

### Héraldique
| Blason | Blasonnement : Écartelé, au premier et au quatrième d'azur à la croix tréflée d'or, au deuxième et au troisième d'argent au croissant de gueules. Commentaires : Robert Louis et la commission d'héraldique de la Haute-Marne ont attribué de manière erronée les armoiries de la famille Bourbonne à la commune éponyme dans les années 1950. |